# 松本いちか
松本 いちか（まつもと いちか、2000年〈平成12年〉2月19日 - ）は、日本のAV女優。事務所はアローズを経て、LIGHTに所属。

## 略歴
2019年9月、SODクリエイトの内部レーベル「青春時代」専属女優としてAVデビュー。
2020年2月に専属を離れ、企画単体女優となる。
2020年上半期の女優別アダルトビデオ売り上げ第7位。
2020年7月のFANZA通販フロア月間AV女優ランキングで個人2位を記録。月刊FANZA発表「このAV女優がすごい!2020夏」女優部門3位獲得。
2020年11月、ゲオTVアダルトニュースメディアMANGOで実施された「本当は誰にも教えたくない、私だけのお気に入りAV女優アンケート」において、「あなたの新しいオナペット候補5人」のうちの1名に選ばれた。2020年12月、「FLASH 2020年現役最強セクシー女優BEST100」読者投票・清楚部門第3位選出（総合第38位）。
1年間の出演DVD総売り上げで決定する、FANZA発表2020年年間AV女優ランキング1位を獲得。
2021年2月、月刊FANZA発表「このAV女優がすごい!2021冬」で2位獲得。2021年3月、週刊プレイボーイ選定「2021年エロデミー賞」主演女優賞を受賞。
FANZA発表、2021年上半期女優別アダルトビデオ売り上げ第1位を記録。同年8月発表「読者300人が選んだFLASH 2021セクシー女優ランキング」読者投票37位。同年8月、月刊FANZA発表「このAV女優がすごい!2021年夏」第1位。同年11月9日、FANZA・VR動画5周年キャンペーン2021・VRセクシー戦士（選出女優では唯一のメーカー担当なし）就任。同年12月の『週プレアダルトアワード2021』優秀女優賞を受賞。月刊FANZA発表2021年下半期AV女優ランキング2位。同このAV女優がすごい!2021年冬・女優編第2位。FANZA動画フロアランキングでは2022年1月まで6か月連続月間1位記録を保持した。

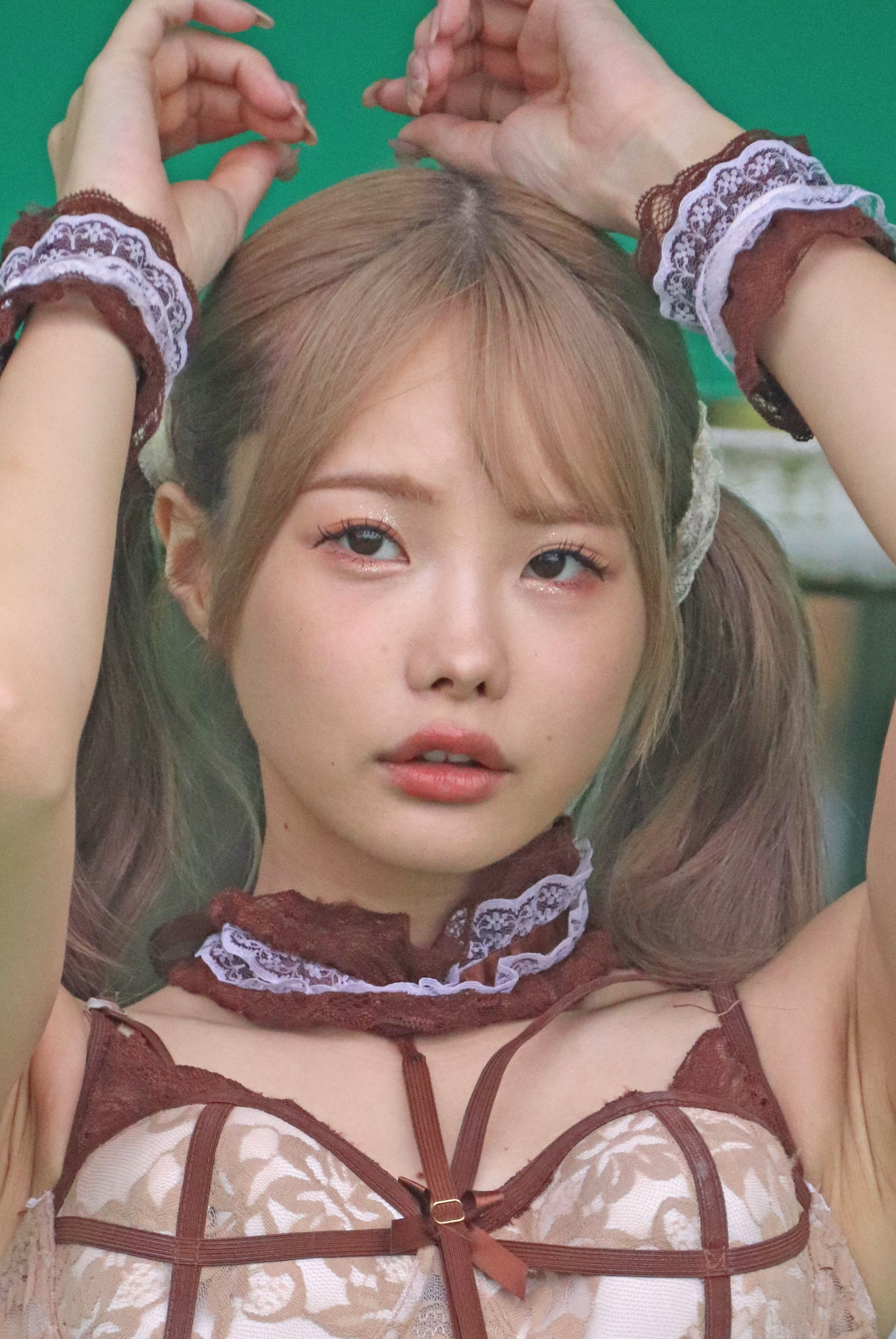
近代麻雀水着祭（2022年）

2022年4月、FANZA『ゴールデンウィーク大感謝祭キャンペーン2022』キャンペーンガールに就任。2022年5月に発表されたアサヒ芸能「2022現役AV女優SEXY総選挙」で第18位。FANZA発表2022年上半期AV女優ランキング2位。同年8月度、9月度、10月度、11月度、12月度と5か月連続でFANZA動画フロア月間AV女優ランキング1位を記録。
2022年12月5日週FANZA動画フロアランキングにおいて、出演した『もはや神袋！かぐや姫Ptの人気作品厳選したからとりあえずこれ買っとけば間違いなしコレクション32時間』（かぐや姫Pt/妄想族）が1位を記録。FANZA2022年年間AV女優ランキング2位（企画単体では1位）。イラストレーターの杜のひやし中華は「いまや日本を代表するポルノスターといって過言ではない」と言及している。

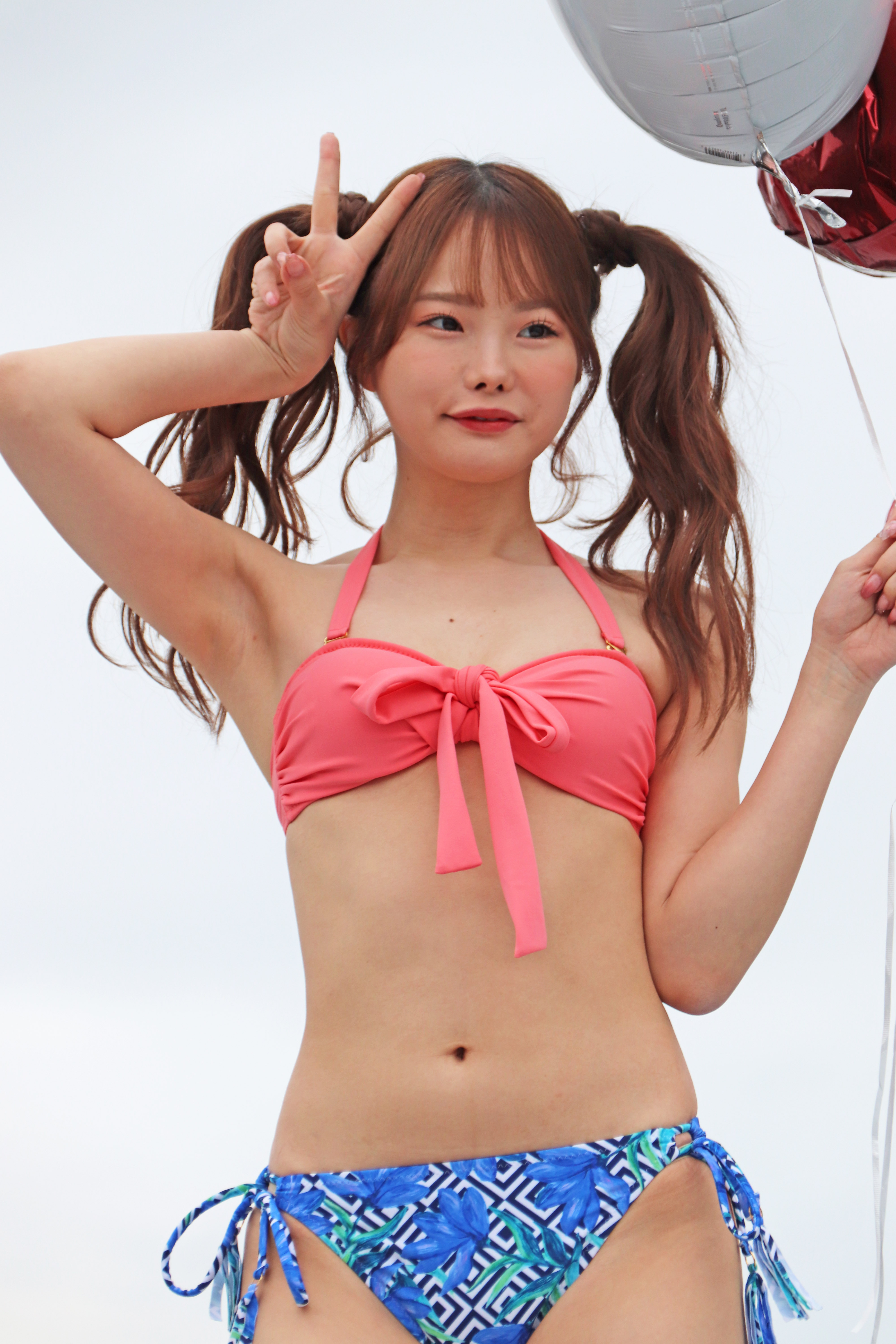
水着ファッションショーでランウェイを歩く松本（2023年）

2023年FANZA動画フロア・月間AV女優ランキングでも3月度、4月度、5月度、6月度、7月度、8月度、9月度、10月度、11月度、12月と10か月連続で1位を記録。
2023年5月に発表されたアサヒ芸能「2023現役AV女優SEXY総選挙」第7位。
2023年7月3日週FANZA動画フロアランキングにて、2022年12月に発売された出演アンソロジー作品『【福袋】S-Cute 可愛い子だけ15作品をノーカット収録38時間!』が1位を記録。8月7日週同ランキングでも同作品が3位再浮上。
2023年11月より、ダスッ!と本中のダブル専属となる。また本中に専用レーベル「松本いちか」を設立。専用レーベル設立を受けて、特別プロモーション企画『松本いちか 専属継続企画 』をスタートさせた。FANZA発表の2023年年間AV女優ランキングでは9位を記録。
2023年12月1日、松本いちか公式YouTubeチャンネルを開設。
2024年1月19日、FANZA『【AV大好きキャンペーン】I LOVE AV♡』のキャンペーンガールに就任。
FANZA動画フロア2024年1月度月間AV女優ランキングで1位を記録。2月度ランキング、3月度ランキング、4月度ランキング、5月度ランキングも1位を記録し、前年から合算すると15ヵ月連続1位となった。
同年2月12週FANZA通販フロアランキングにおいて、出演した『MOODYZファン感謝祭 バコバコバスツアー2024 AV男優発掘＆育成スペシャル!! AV男優を目指す素人16名とAV女優16名の1泊2日大乱交ツアー!』が初登場1位となった。
2024年4月発売『アサヒ芸能』発表「2024現役AV女優セクシー総選挙」において総合6位となる。2024年4月より痴女ヘブンが専属先に加わり、3メーカー専属となる。痴女ヘブンでの発売は不定期となり、本中での作品リリースのない月に発売となる。
2024年5月7日から12日まで、写真展『PHOTO EXHIBITION ICHIKA MATSUMOTO INCOMPLETE』を東京・恵比寿の弘重ギャラリーにて開催。展示される写真の撮影は美少女写真家のDioraが手掛けている。FANZA動画フロア2024年6月度月間AV女優ランキングでは2位となり、前述のように15か月連続1位であった記録がストップした。その後はFANZA動画フロア2024年7月度月間AV女優ランキングで1位。同8月度、同9月度も1位と再び3か月連続で1位を記録し続けている。
2024年8月3日、所属事務所をLIGHTに移籍したことを発表。現役時代共演が多かったLIGHT所属の元先輩AV女優でプライベートでも仲が良い枢木あおいは「後輩が更に後輩になった」とコメントしている。
ジーオーティー『月刊FANZA』2024年10月号発表「このAV女優がすごい!2024夏」第1位（莉々はるかと同率1位）。FANZA動画フロア2024年10月度月間AV女優ランキングで3位となり、前述の連続1位記録が途絶えた。
FANZA動画フロア2025年1月度月間AV女優ランキングでは2位。2月度は9か月ぶりに1位となる。
ジーオーティー『月刊FANZA』2025年4月号で発表された「FANZA2024年下半期女優ランキング」で10位にランクイン。
2025年5月、集英社『週刊プレイボーイ』にて初の撮り下ろしグラビア掲載。また同月31日に、倉本すみれと結成したアイドルユニット「fleuЯR（フルール）」のデビューシングル『好きすぎる / 明日くもりのち』を配信リリースした。
同年6月をもって、ダスッ!・本中とのダブル専属契約が終了し、7月よりMOODYZ（ムーディーズ）単独専属となる。
2025年7月23日、5月に配信リリースした「fleuЯR」のデビューシングル『好きすぎる / 明日くもりのち』をCDとして発売。また8月3日には、CD『好きすぎる』発売記念即売会を東京・秋葉原のstudio knotで開催した。
同年7月度FANZA動画フロア月間AV女優ランキングで久々となる1位を記録。

## 人物
- 宮城県仙台市出身[1]。
- 趣味・特技はカメラ、バスケ[1]。元バスケ部だが、ドリブルができない幽霊部員[76]。小学生時代は応援団長[76]。また、乗馬も趣味であり乗馬クラブの馬を1頭買い取って所有している（3周年記念作品ではこの馬に乗った姿を披露している）。
- AV女優になったきっかけは、バラエティ番組に出演していたみひろを見て好きになり、彼女がAV女優だと知って出演作品を見ているうちに、どんな風にAVを撮影しているのか気になったこと、またプライベートでイったことがなく、自分でもイケるのか興味があったこと[77]。
- 演技力を評価されることも多いが（但し「松本いちかの凄テクを我慢できれば生★中出しSEX!」中では「演技が大根だと言われる」と語っている）、演技レッスンなどの経験はほぼなく、評価されるような場面は素の状態のアドリブであると述べている[76]。ただし台本のある作品はノートに書き出して頭に入れて臨んでいる[76]。へらへらしているといわれることも多いが、ライターの鷲谷憲樹は「急に真顔で核心をついてくる」「冗談に混じって急に本気っぽい発言が入ってくる」女優と筆致している[76]。また人妻の演技もできるため、本来は熟女系メーカーである溜池ゴローやマドンナの作品にも20代前半の未婚のロリ系女優でありながら多数出演している。
- ライターの東風克智は「AV界最強の生意気メスガキ」と例え[78]、月刊FANZA編集長の大木テング―は「優等生、ロリ、痴女を演じ分ける努力型の秀才」「相手の反応にウケ巣の笑い上戸の一面を見せるのがとびきり可愛い」と人物像を評している[78]。
- 小学5年生の時に胸が痛くなり、これは大きくなると思い、母に報告して初めてブラジャー（スポブラ）を買う[31]。しかし全然大きくならずに同級生の男子からからかわれた[31]。この経緯から女優になり小さい胸が評価されるのは嬉しいという。日常生活でよかったことは、ノーブラでコンビニに行ってもバレないこと[31]。お尻は業界入りまで気にしたことがなかったが、2023年時点でお尻ファン6:ちっぱいファン4の割合だという[31]。
- 競争心などランキングや売り上げ競争に興味がなく、一作品のクオリティーを高くすることを心掛けている[76]。自分の作品はデビュー1年ほどは観ていなかったが、共演作を自分で購入した際に自分の映り方が不細工だと思って以来、どの角度が綺麗に映るか、エロいかなど確認する意味も含めて出演作品は確認している[76]。
- 特技は男性の乳輪をつまんで乳首だけをハムハムする「ハンバーガー」[79]。太ももで顔を挟み込んだり、騎乗位から突然覆いかぶさるなどのパターンを持つ「ガンキ」（顔面騎乗位の略）など[79]。小悪魔痴女系作品でブレイクしたが、プライベートでの経験はなく、さもあり監督の作品に出演して以来、そのイメージからS系の作品傾向が増えていき、これに伴い得意技も増えていったという[79]。多くは「生意気な女の子が言葉で抑え込むメスガキ」をイメージし、普段と変わらない話し方を心掛けている[79]。また、一般的なムードある淫語攻めは本来の性分ではなく笑ってしまうため、「ガチ痴女はできない」と否定している（松本のはハッピーにからかう感じ、とのこと）[79]。また、小悪魔系と称されることについては「ヤダ～! 計算してないし、普通にかわいいって言われたいです（笑）」と返答している[79]。
- 違法ダウンロードで視聴する人に対しては「次はFANZAでちゃんと買って観てください」とお願いしている[80][81]。
- 韓国でのニックネームはパッヨミ[82]。これはチェ・ユジョン（Weki Meki）に例えられ呼ばれ始めたもの。
- アイドルユニット「fleuЯR」の相方でもある倉本すみれとは、AVメーカー「kawaii*」の撮影時に知り合い、その後「本中」の大人数共演作品で共演した際に仲良くなった[74]。
- 「fleuЯR」結成の経緯は、2人の間で「アイドルやってみたくない?」と話していたことをきっかけに、ノリも手伝ってアイドルユニットの結成計画を2人で立てて、マネージャーや事務所に相談したこところOKの返事をもらえたことにより、本格的にユニットを始動する運びとなった[74]。

## 作品
◎はBD版発売作品。

### アダルトDVD / BD
- 絶対にバレてはいけない秘密の関係（7月25日、ひよこ）
- この可愛さクセになるっ!!! 松本(まつもと)いちか SOD専属 AVデビュー（9月26日、SODクリエイト）
- お父さんよりも年上の中年おじさんたちと昼間っから一日中、ず〜っと性交（10月24日、SODクリエイト）
- 青春汁まみれ みずみずしくフレッシュなつるぺたパイパンボディから汁、汗、潮、精子が弾け飛ぶ!どっぴゅん13発!! この可愛さクセになるっ!!! 松本いちか（11月21日、SODクリエイト）

- 最初で最高の校則違反 「学校で初中出し」 この可愛さクセになるっ!!! 松本いちか（1月23日、SODクリエイト）
- 「あの頃、君は若かった…」 デビュー前の素人時代に撮影した、はじめてのカメラ前SEX集! まだ面接にきて間もなかった彼女たちの「これが本当の初撮り!」 秘蔵蔵出し激レア映像を大・放・出SP!! 厳選12名 計8時間2枚組（2月6日、SODクリエイト）
- 「パパ、私のこと愛してるならおちんちん入れて」 思春期の娘とパパのいびつな愛の日常、そして中出しへと… 松本いちか（2月20日、ひよこ）
- ゴミ屋敷で暮らす美少女を彼氏ごっこでちんちん狂いにした●日間 松本いちか（2月27日、FIRST STAR）
- 両親の居ない日、僕は妹と精子が枯れるまで1日中ヤリまくった。松本いちか（2月28日、TMA）
- 一人暮らしをしている兄の部屋に通う妹との隠し撮り近親相姦映像（2月28日、I.B.WORKS）
- 10年間大切に育ててくれた 義父に母の他界後、即むちゃくちゃに犯された。松本いちか（3月1日、MOODYZ）
- 鬼畜父の性玩具 彼氏との仲を引き裂かれた制服美少女 松本いちか（3月1日、プラネットプラス）
- 裏切りの卒業旅行 親友に騙されて媚薬・輪姦・拘束・羞恥プレイで快楽堕ちした女子大生（3月5日、グローリークエスト）
- フェアリーテール 松本いちか（3月12日、FIRST STAR）
- 満員電車で触られているのに何も言えない陰キャ女子がいたので翌日から僕が奪って追撃痴漢した。（3月13日、MOODYZ）
- 猛可憐痴女 〜死ぬほど可愛いロリ痴女っぷりを発揮!最高美尻のキラー快楽堪能型ビデオ!〜 松本いちか（3月13日、バルタン）
- 無邪気に性を楽しむ自由奔放なエロエリート娘 自らもエロ動画会員で熱心に舐め技を研究 ポルチオ責め大好きな生粋のセックス好きで5発も射精! 松本いちか（3月19日、ABC/妄想族）
- 貧乳華奢ガリ娘に媚薬を飲ませたら脳みそバグってキメパコジャンキーになりましたwww（3月19日、チキチキカマー/妄想族）
- 奥まで欲しがるミニマム娘 可愛いカフェ店員ゲンセキ（3月20日、クリスタル映像）
- 完全固定ノーカット!カメラを一度も止めずにノーハンド連続射精に挑戦!（3月25日、SEX Agent/妄想族）
- J○お散歩 3 「おじさん、私に本当のSEXを教えてください」 〜愛くるしい笑顔、できあがっていない華奢ボディ、お父さんより年上のおじさんと変態濃密SEXで性の大解放x3〜 松本いちか（3月26日、ひよこ）
- ママに内緒でパパを寝取る娘の家庭内NTR近親相姦記録映像 松本いちか（3月27日、TMA）
- 絶頂微乳スレンダーA 松本いちか（4月1日、MOODYZ）
- まさか!エロ配信が担任の先生にバレちゃうなんて!! 松本いちか（4月1日、プラネットプラス）
- 実は私、隣に住んでる冴えない中年オヤジを毎日ねっとり調教してるんです（4月7日、Befree）
- 絶対にバレてはいけない秘密の関係。自分を好きすぎるけなげなひよこビッチにところかまわず誘惑されて… 2nd（4月9日、ひよこ）
- イマドキ女子○生の教え子と学校のみんなには内緒で付き合ってるんだけど、ラブラブイチャイチャエッチ動画が撮れたから、みんな見て下さい。（4月9日、SWITCH）
- はじめて彼女ができたので幼なじみとSEXや中出しの練習をする事にした 松本いちか（4月13日、MOODYZ）
- 松本いちか レズ解禁 姉に恋した私 松本いちか 枢木あおい（4月23日、アイエナジー）
- 「お父さん… もう… やめて…」 父に何度も犯され続ける娘の近親相姦映像記録（4月24日、I.B.WORKS）
- ずっと見守ってきた近所の娘が結婚して… 家に閉じ込め犯し続けた観察記録 松本いちか（4月25日、マドンナ）
- 大好きな先生を守るために大嫌いな中年オヤジ教師に膣内射精され続けてます… 松本いちか（4月25日、本中）
- 自分でもびくーりするくらい敏感なんだょムギュっと寄せれば谷間だって出来ちゃうし、あんまり貧乳貧乳言われるとムカつきますから（4月25日、ホームルーム/妄想族）
- 絶対領域愛しのニーハイ制服美少女 松本いちか（5月1日、MOODYZ）
- 「先生、私…帰りたくない…」 制服美少女と激しく求め合った不純な性交記録。松本いちか（5月7日、アタッカーズ）
- 主人様が不在の一カ月お屋敷を乗っ取られ、メイドの私は毎日、孕むまで犯され続けた… 松本いちか（5月7日、PREMIUM）
- おじさんのことがすきすぎる天使のような美少女ひよこ女子といちゃいちゃSEX 2（5月8日、ひよこ）
- 母の再婚相手に妹が犯されているのを見てクズ勃起。松本いちか（5月13日、MOODYZ）
- 旦那が喫煙している5分の間義父に時短中出しされて毎日10発孕ませられています…。松本いちか（5月13日、溜池ゴロー）
- 純朴少女を狂わせるお爺ちゃんの秘密の性感開発 ～あの夏田舎で調教された思い出～ 松本いちか（5月13日、Fitch）
- 黒パンスト優等生 松本いちか（5月13日、ミル）
- 絶対的美少女がおじさんをあやして粘質ご奉仕 仔猫のように身体を舐め回しおねだり寝バック本気イキ!セックス狂! 松本いちか（5月13日、オーロラプロジェクト・アネックス）[83]
- 乳首コリちゅぱ小悪魔ロリびっち ほれほれ?こ～んなにビンビンに勃起させて淫乱乳首だこと 松本いちか（5月19日、エムズビデオグループ）
- 「もう射精してるのに…」イッた直後の敏感チ○ポをねっちょりしゃぶられ続けたボク… 松本いちか（5月25日、痴女ヘブン）
- 彼女の妹に愛されすぎてこっそり子作り性活 松本いちか（5月25日、本中）
- 下卑た小父様たちに輪されるって蕩けちゃう…。松本いちか（5月25日、オーロラプロジェクト・アネックス）
- 逆3Pハーレム中出し 幼なじみの双子姉妹に彼氏が出来たので、両親の不在中にセックスの練習をしまくることになった僕。松本いちか 久留木玲（6月1日、MOODYZ）[83]
- 「マジ天使!?」骨折してオナニーできない僕のチ●コは我慢の限界!それを見かねた美人ナースは使命感に駆られたのか優しく手を添えてくれ… 7（6月5日、DOC）
- 狩られた女子学生 わたし… さらわれて、クローゼットの中で飼われてます… 毎日、イヤらしいことをされてます… 松本いちか（6月13日、オーロラプロジェクト・アネックス）
- ストーカー被害にあってる幼馴染に下校中のボディーガードを頼まれた 松本いちか（6月19日、かぐや姫Pt/妄想族）
- すぐそばに彼女がいるのに、耳元で淫語をささやき小悪魔誘惑してくる彼女の妹。2（6月19日、プレステージ）
- 幼なじみの生意気ギャルと保健室のベッドで隣になり、学校サボって一日中精子枯れるまでヤリまくり! 松本いちか（6月19日、kira☆kira）
- （45cm×25cm×45cm）デリバリーバッグに女子を詰め込み鬼畜変態客の家までお届けするお仕事。をした男の話 松本いちか（6月25日、SODクリエイト）[84]
- 連れ子姉妹 松本いちか 姫野ことめ（6月26日、TMA）
- この家族… いずれ、全員犯します♡ 100日後に家族を犯したいちかちゃん（7月3日、ワープエンタテインメント）[85][86]
- ご主人様が大好きすぎるヤンデレメイドご奉仕 Vol.004 松本いちか（7月3日、、ONE MORE）
- 私、実は夫の上司に犯され続けてます… 松本いちか（7月13日、溜池ゴロー）
- 両親が不在中の3日間、あまりに暇すぎてませた童顔姉妹ふたりと寝ても覚めてもセックスに没頭した春休みの思い出 松本いちか 白石かんな（7月25日、kawaii*）
- 「ボクには彼女がいるのに…」密着フォーメーション逆3Pで痴女られ朝から晩までずーっと腰を振られてたっぷり射精させられたボク 松本いちか 丘えりな（7月25日、kawaii*）
- むっつり文系女子のねっちょりささやき騎乗位で何度も中出しされたボク… 松本いちか（7月25日、本中）◎
- 夏休みの雨上がり濡れ透けつるぺた従妹に中出ししまくった思い出 松本いちか（7月25日、本中）
- 君が、乳首でイケますように♡ 松本いちか（7月31日、ワープエンタテインメント）
- 都会育ちで大人っぽいけど年下の従妹と連休期間だけのツンデレ同居生活 松本いちか（8月1日、MOODYZ）
- お見舞いに来た妻のエロカワ妹!!骨折してオナニーできない僕の禁欲チ○ポをこっそりシゴいて遊んでナマ連射!! 松本いちか（8月1日、ワンズファクトリー）
- いちか様はとにかくなめられたい 変態マッチングアプリで出会った特殊性癖同士の超異常性愛攻防戦 松本いちか（8月7日、ONE MORE）
- 結婚式NTR～永遠を誓った花嫁と元カレの略奪中出し映像～（8月7日、PREMIUM）
- 昔から僕を苛める事に快感を覚えるヒモ時代の飼い主様（今は人妻）に偶然遭遇! 恋人との旅行中なのに悪魔の追撃フェラ逆NTR 松本いちか（8月13日、溜池ゴロー）
- お父さんの会社のおじさんと。 放課後ずぅっとお泊まり性交。 松本いちか（8月13日、無垢）
- チ○コをうずめたいお尻...ひよこ女子の無防備桃尻がプリプリで我慢できない。（8月13日、ひよこ）
- 松本いちか 8時間BEST（8月13日、MOODYZ）※単体ベスト
- 【ガチシコ注意】壊れてしまいそうなほど華奢でスレンダーなカラダ! アバラ剥き出しのヨガリまくりSEX! 松本いちか（8月19日、チキチキカマー/妄想族）
- 真面目で純真な少女の悩み事「先生おしえてください」 いちかちゃん (Aカップ)（8月22日、JUMP）
- 飯場の性処理女子学生 松本いちか（8月25日、オーロラプロジェクト・アネックス）
- クセになるっ!!! 可愛さのパイパンボディ少女に猥褻教育 肉体固定しガリ細ボディをイジメ倒し松本いちかが人生で過去最高にイキ狂うまで開発調教（8月25日、kawaii*）
- 向かい部屋の秘密。 ドMなはずの彼女が真向かいの家で女王様になって楽しんでました。 松本いちか（8月25日、ダスッ!）
- あの日、華奢な制服美少女はキモデブオヤジから外射精し約束直前に馬乗り種付けプレスされ続けた。 松本いちか（8月25日、本中）
- 羞恥! 野外腰砕け! 激ヤバ・ビッグバンローターをマ○コに入れて潮吹きアクメデート! 17 俺の彼女 松本いちか（8月27日、サディスティックヴィレッジ）
- びしょ濡れ女子●生雨宿り強制わいせつ 7 宮沢ちはる 松本いちか 渚みつき（8月28日、TMA）
- 松本いちか SPECIAL BEST4時間（8月28日、TMA）※単体ベスト
- 彼氏と離れたほんの3分間、止まない雨の中ゲス元彼に連れ去られ浴衣を剥がされ中出しされ続けた 雨の夏祭りNTR 松本いちか（9月1日、MOODYZ）
- 小悪魔挑発美少女 松本いちか（9月1日、MARRION）
- 大嫌いなオジサンに、私は三日間泣きながら犯され続けました。 松本いちか（9月7日、アタッカーズ）
- 貴女は誰ですか…? ～襲われた美少女。レズに堕ちるまで～ 松本いちか 河奈亜依（9月7日、ビビアン）
- 若者のセックス離れって本当!? 街で見かけた一般の男女に謝礼でキスのお願い! その後二人っきりにさせたら謝礼なしで進展はあるのか!? 5（9月10日、ホットエンターテイメント）
- 地獄絵図 幼なじみの2人 輩たちに嬲られ喰われた美少女たち 松本いちか 渚ひまわり（9月13日、オーロラプロジェクト・アネックス）
- 本番なしのマットヘルスに行って出てきたのは隣家の高慢な美人妻。弱みを握った僕は本番も中出しも強要! 店外でも言いなりの性奴隷にした 松本いちか（9月13日、溜池ゴロー）
- 超高級中出し専門ソープ 松本いちか（9月13日、MOODYZ）
- 性の知識のないAカップ姪っ子が、僕の遊びを真に受けて、 微乳刺激でビクビク痙攣! 乳首こねくり媚薬オイルマッサージ 松本いちか（9月13日、MOODYZ）
- ボクの大好きな同級生ギャルのいちかちゃんが犯されているのを見て… カメラと勃起を止めることができずにそのまま隠れて撮り続けた記録。 松本いちか（9月19日、kira☆kira）
- Wロリっ娘尻デビル ぷりっぷりの生尻でチ○ポを仲良くパックン小悪魔サンドイッチ 松本いちか 丘えりな（9月19日、エムズビデオグループ）
- 大嫌いな上司の最愛の1人娘を、イラマで喉がばがば奴隷にしてやりました。 松本いちか（9月24日、ひよこ）
- 最強属性 43 松本いちか（9月25日、最強属性）
- 若いピチピチ娘が痴女ってくる中出しOK回春アジアンメンズエステ 松本いちか（9月25日、痴女ヘブン）
- 家出少女を拾って、ワンルーム合法共同生活 ノーハンド中出しSEXで触らないように抵抗したら、家出少女の痴女化がエスカレート 松本いちか（9月26日、本中）
- 初めての彼女がまさかの15歳年下でエロわがまま!! デート中いつでもどこでも即尺即ハメおねだりされて振り回されてイクイク!! 松本いちか（10月1日、MOODYZ）[87]
- 松本いちかの凄テクを我慢できれば生★中出しSEX!（10月1日、ワンズファクトリー）[88]
- 全力ちっぱいカノジョ♡ 松本いちか（10月2日、ドリームチケット）
- 絶対イチャラブ宣言! 完全主観 妹制服リフレ VOL.001（10月9日、BAZOOKA）
- イクイク早漏敏感妹と排卵日子作り物語 松本いちか ACT.011（10月9日、宇宙企画）
- まだ処女だと思っていた最愛の妹が僕の友達全員の中出し玩具にされていた。 松本いちか（10月13日、MOODYZ）[87]
- この子ヤバイ! 小悪魔いちかは、お口もアソコも奥が好き。 松本いちか（10月13日、S-Cute）
- 憧れの制服ギャルに激睨みされながら…犯ス。 松本いちか（10月19日、kira☆kira）
- 24時間射精管理 松本いちか（10月20日、MARRION）
- えっちな女子校生の淫語かたりかけぐちゅぐちゅ連続絶頂ブルマオナニー  5（10月22日、アイエナジー）
- 彼女が2泊3日の旅行で居ない間に既婚者の元カノと3日間ハメまくったイケナイ純愛記録 松本いちか（10月23日、人妻花園劇場）[89]
- 乳首つねって欲しいです… 性帝サウザ－✦006しんT146 B83(B) W55 H82（10月23日、TMA）
- Wささやき淫語でチ○ポバカになるまで中出しさせられた僕 久留木玲 松本いちか（10月25日、痴女ヘブン）[87]
- 姪っ子の文系少女に食べ尽くされる 松本いちか（11月7日、ティーチャー/妄想族）
- 叔父さんがめいっ子マ○コに中出し 松本いちか 18歳（11月10日、K-Tribe）
- もし小悪魔いちかと一日一緒に過ごせたら 松本いちか（11月13日、S-Cute）
- メスイキ筆おろしNTR クラスメイトの浮かれ童貞を＜男潮吹き・乳首いじり・前立腺破壊＞彼女の目の前でドライオーガズムいじめ 松本いちか（11月13日、MOODYZ）
- 挑発パンチラ美少女ハーレム2 エロ盛り娘に囲まれチ○ポバカになるまでイカされる! 久留木玲 あべみかこ 松本いちか（11月14日、MOODYZ）
- 桃色艶肌のお尻を僕に見せつけ、無自覚に誘惑してくる神尻妹 松本いちか（11月19日、ROYAL）
- レッスンで伝えるレズAVのメッセージ ～2人が愛し合うまでの1日～ 松本いちか 蓮実クレア（11月20日、レズれ!）
- 絶対寸止めしてくる小悪魔挑発姉妹 松本いちか 稲場るか（11月20日、MARRION）
- Wパイパン潮吹きおもらし大絶頂スペシャル 松本いちか 永瀬ゆい（11月25日、kawaii*）◎
- 彼女が帰省中、中学時代の後輩から学生寮に呼び出され誘惑されるがままに生ハメ中出ししまくった 松本いちか 中城葵（11月26日、青春時代）
- 【G1】魔法美少女戦士フォンテーヌ 穢された乙女! 悪夢のはじまり 松本いちか（11月27日、GIGA）
- 地雷系女子 いちか 松本いちか（11月30日、地雷系女子）
- 担任教師の僕は生徒の誘惑に負けて放課後ラブホで何度も、何度も、中出ししてしまった… 松本いちか 永瀬ゆい（12月1日、MOODYZ）
- 目があうと無言でボクのからだを求めてくるスレンダーで美尻な姉との二人っきりな休日。 松本いちか（12月4日、クリスタル映像）
- いもうとケータリングサービス ～妹レンタルいちゃラブデリバリー～ 松本いちか（12月7日、桃太郎映像出版）
- J○いもうとのパイパンマ○コに中出し 松本いちか（12月8日、K-Tribe）
- 男湯で出会った痴女っこ3 突然のベロちゅうと抱っこSEXで迫られ我慢できず何度も膣射（12月10日、ナチュラルハイ）
- 美脚ルーズソックスGAL制服美少女 Vol.001（12月11日、BAZOOKA）
- Chocolat みずのあおい 初めてのオシゴト 松本いちか（12月13日、無垢）[90]
- 忘年会NTR ～一滴も酒が飲めない妻が上司のお酌を断りきれずに酔わされ中出しされた映像～ 松本いちか（12月13日、溜池ゴロー）
- 母娘強制懐妊 絶望実況配信 松本いちか 川上ゆう（12月13日、オーロラプロジェクト・アネックス）

- 可愛い顔してデカ尻!! 松本いちか（1月1日、MARRION）
- 相部屋でメスイキ筆おろしハーレム! 2人同時に乳首・亀頭・前立腺責め快楽拷問 つぼみ 松本いちか（1月1日、ワンズファクトリー）
- 1日1シーンずつ見進めるリアル射精管理 松本いちか（1月7日、犬/妄想族）
- ひよこメモリーズvol.3 ～ひよこ2周年! 上半期20作品。ひよこ女子総勢28名出演。さらに【完全撮りおろし】松本いちかの密着・いちゃいちゃ・極上ガチ筆おろし!～こんなにいちゃいちゃされたら好きなってまうやろーー!～（1月8日、ひよこ）
- リモまん リモートま●こコントロール:DNAをインストールするだけであの子のマ●コを遠隔操作! クラスメイト・女教師・妹をイカセまくり! ハメまくり!（1月21日、SODクリエイト）
- 義理の娘に理性崩壊濡れ透けつるぺた変態調教 松本いちか（1月25日、AVS collector’s）
- アナル見せつけWデカ尻メンズエステ 可愛い子の卑猥なケツ穴を眺めて何度も射精したい 松本いちか あおいれな（1月25日、痴女ヘブン）
- 松本いちか全作品丸ごと収録! ぜ～んぶ中出しBEST13本番24発射（1月25日、本中）※単体ベスト
- 悪戯トイレ 痴漢テクでマ○コを濡らしたドM○女をホテルに連れ込みそのまま従順ハメ撮り（2月11日、ナチュラルハイ）
- 図書館で声も出せず糸引くほど愛液が溢れ出す敏感娘24 痴女に目覚めた女子○生2枚組SP（2月11日、ナチュラルハイ）
- 今からこの一家全員レイプします 目●区自●が丘 松本いちか 永瀬ゆい 里仲ゆい 武藤あやか（2月12日、REAL）
- 某繁華街の雑居ビル内に違法に存在するJ○リフレでは現役女子○生が夜な夜な男性相手に非合法なリフレ性サービスをしているとの噂が! 激カワ×エロ小悪魔なJ○リフレ嬢たちを徹底SCOOOP!（2月12日、SCOOP）
- オナニーでイキ疲れてバイブを挿したまま寝落ちした姉の姿にムラムラしてしまいそっとバイブを抜いて近親相姦した夜 第3夜（2月12日、SCOOP）
- 至近距離に彼女がいるのに耳元でコソコソ口説いてくるささやき誘惑中出し 松本いちか（2月25日、本中）
- 美少女串刺し輪姦 憧れのあの娘が汁まみれで犯され続けた。初恋の相手・いちかが輩にオモチャにされるのを覗いて鬱勃起 松本いちか（2月25日、AVS collector’s）
- 家出少女とオジサンの小さな恋の物語 松本いちか（3月1日、プラネットプラス/アンビバレンツ）
- 粘着ストーカーMの電車痴漢・自宅侵入記録 #7・8（3月4日、蜃気楼）
- MM号特別編 仲良しAV女優2人組が「心を合わせて脱出ゲーム」に挑戦! キス/おっぱい揉み/電マ/フェラ/中出しセックスから一つを選んで2人の選択がピッタリ合ったら見事脱出! 失敗したら選んでしまったHな罰ゲーム! 恥じらいつつも最後は2人仲良く中出しセックスしてしまうのか!?（3月7日、DEEP'S）
- 初めてが私でいいのかな… 松本いちかのファン感謝祭! 密着・いちゃいちゃ・甘えんぼ極上筆おろし～SNSで募集したガチ童貞さん3人、初体験が人生で最高のいちゃいちゃSEX!!～（3月11日、ひよこ）
- 再婚した相手の連れ子に「お母さん」と呼ばれたくてお風呂で背中を流していると、突然バスタオルが落ちてしまいオッパイがポロリ!! 敏感に反応した息子のチ●ポを母の愛で包み込む。 第ニ湯（3月12日、SCOOP）
- 悪魔的性欲に取り憑かれた呪いのいんらん人形ちゃん 松本いちか（3月19日、ドグマ）[91]
- 絶対パンチラ! 常に挑発しながら抜いてくる小悪魔美少女3姉妹 久留木玲 渚みつき 松本いちか（3月19日、MARRION）
- ノーカットセレクション 新スーパースター降臨 松本いちか 7時間BEST（3月26日、宇宙企画）※単体ベスト
- 担任の先生と私の秘密のラブラブ結婚生活 松本いちか（4月1日、プラネットプラス/アンビバレンツ)
- ロリィタとエロス（4月7日、ティーチャー/妄想族）
- 接客中に顔を紅潮させながら感じまくるバイト娘 13 ～パン屋、洗車場、いちご農園、たこ焼き屋～（4月8日、ナチュラルハイ）
- 嫁が電話するたび女子○生の生意気な連れ子に何度も中出しして躾けています。3（4月8日、ナチュラルハイ）
- 「先生… 若い女の子とHしたコトある? すっごく気持ちいいよ…?」来夏、7年間付き合っている彼女と結婚予定だった僕は、人生を狂わせる教え子に迫られ続け、中出し孕ませ性交をやめられなくなってしまった…。松本いちか（4月9日、宇宙企画）
- 中出し訳アリ女子校生 4（4月9日、BAZOOKA）
- 夫婦で挑戦! 松本いちかの凄テクで夫が2回イカされたら妻が寝取られナマ中出しSEX!（4月13日、はじめ企画）
- いきなり逆ナンハーレムワゴン ダサいオンナとSEXするならウチらとパコろうよ!! 枢木あおい 松本いちか（4月19日、kira☆kira）
- 放課後ラブホで生徒三人に痴女られ囲まれ、挟まれ、中出しさせられた担任教師の僕。松本いちか 久留木玲 渚みつき（4月25日、痴女ヘブン）◎
- 痴漢OK娘スペシャル 図書館で出会ったあの桃尻スレンダー美○女を連日痴漢で大量ぶっかけまでOKさせろ（5月7日、ナチュラルハイ）
- W囁き回春チャイナエステ 松本いちか 永瀬ゆい（5月13日、MOODYZ）[91]
- 完全主観妹系メイド出張デリヘルパイパン中出しオプション付き 4（5月13日、BAZOOKA）
- 絶賛発育中のムラムラ美少女女子校生が意中の男性宅の合鍵を入手! あの手この手の小悪魔おねだり性交で締まりのいい膣中に生中出し!（5月13日、SCOOP）
- 精子を16発搾り取られちゃった1泊2日のラブラブ中出し温泉旅行 天使のように愛くるしい甘えんぼ 松本いちか（5月19日、DEEP'S]）
- ひよこ女子がお宅訪問! 甘えんぼWパイパンビッチーズ。松本いちか 工藤ララ（5月20日、ひよこ）
- ニートのボク(兄)を軽蔑パンチラ見下し淫語でイジメてくる妹二人。松本いちか 永瀬ゆい（5月25日、痴女ヘブン）[91]
- ロリっ娘天国サンドイッチ 自慢のカラダで仲良くチ●ポをぱっくんちょ 稲場るか 松本いちか（5月25日、ダスッ!）
- クソ生意気なメスガキを鷲掴みピストンでわからせる 松本いちか（6月1日、MOODYZ）
- 教え子2人を48時間犯し続けて、俺無しでは生きていけないカラダにしてやった。松本いちか 花狩まい（6月7日、アタッカーズ）
- 夜を使いはたして、朝陽が昇るまで松本いちかにひたすら犯され続けたい。（6月13日、million）
- 年の離れた従妹にエアーフェラで誘惑されて‥ いやらしい舌使いに我慢できず何度もハメまくった 松本いちか（6月13日、アリスJAPAN）
- オヤジって乳首責められると変な声出すからベロキスで黙らせてやるからな! 松本いちか 百瀬あすか（6月13日、MOODYZ）
- ご都合主義ペット完全飼育デリバリー（6月13日、REAL）
- 松本いちか 8時間BEST（6月13日、溜池ゴロー）※単体ベスト
- 乳首ハーレム極 乳首チ○ポをコリコリちゅぱちゅぱ! 全方向から繰り出す究極の乳首責めに極楽チクビ射精! 松本いちか 枢木あおい あおいれな（6月19日、エムズビデオグループ）
- お前らチ○ポ洗って待っとけよ! M男クンの自宅にいきなり家凸! W小悪魔SEXデリバリー!! 松本いちか 永瀬ゆい（7月1日、ワンズファクトリー）
- 姪っ子たちとの温泉旅行で一緒に男湯入浴中、ちびっ子W尻挟み撃ちで10発イタズラ射精させられまくったボク 松本いちか 工藤ララ（7月13日、MOODYZ）
- 顔に似合わずお下品に股を開く援助女子●生に生中出し! 4時間 3（7月13日、宇宙企画）
- BBPビッグブラックペニスに堕ちた少女 松本いちか（8月7日、アタッカーズ）
- フレッシュOL倶楽部! いちか（8月7日、下半身タイガース/妄想族）
- 日替わり妹 ～毎日俺の夢の中に出てくる可愛すぎる妹たち10人～（8月7日、桃太郎映像出版）
- 【超部屋結界】ハーレムSPECIAL ～ようこそ僕だけの淫乱女学院へ イヒ!～ 清楚でウブな女子校生を下品な淫乱女子へと洗脳支配する 松本いちか 前乃菜々 木下ひまり 美咲かんな 愛須みのん（8月12日、SODクリエイト）
- 顔と巨尻に全力ステ振りしてるギャル妹に何度も何度も射精させられたボク… 松本いちか（8月13日、MOODYZ）
- ミルシルバー パンストアメイジング（8月13日、ミル）
- 想像できない誰にも見せられない有名私立女子●生の本性丸出しナマ交尾4時間 11（8月13日、宇宙企画）
- 総額200万!? 精子もお金も搾り取って男を骨抜く最強小悪魔の手口（8月19日、ABC）
- 放課後の乳首開発ハーレム中出し倶楽部 松本いちか 白桃はな（8月25日、本中）
- 松本いちかで、ヌキまくりの260分!（8月25日、オーロラプロジェクト・アネックス）※単体ベスト
- 即ヤリ専門! 入室5秒キスマークがつくくらいの吸いつきで悩める絶倫M男君をビンビンにさせる小悪魔ムスメ 松本いちか21歳（8月26日、DANDY）
- 隣人のゴミ部屋で異臭中年おやじに抜かずの連撃中出し32発で孕まされた制服女子の末路… 松本いちか（9月7日、kawaii*）
- アナル舐めさせ小悪魔痴女 肛門クンニでむせるほど匂いと味を染みつかせケツ穴ヒクヒク丸出しSEXでイキ狂うプリ尻ビッチちゃん（9月7日、DEEP'S）
- 健全に付き合っていた可愛くて清楚な彼女とデート中たまたまホテル街に迷い込んでしまった所を写真に撮られてしまいチャラ男に脅迫されて寝取られた話 松本いちか（9月7日、かぐや姫Pt/妄想族）
- 即お持ち帰り即ナマ中出し 即バイバーイと思ったら泊めてとおねだりされたので3日間種付け放題巣ごもりセックス いちか（9月7日、ナンパJAPAN）
- 初めて会ったおじさんと野外でザーメン遊びする小悪魔ちゃん 露出射精管理（9月9日、SUN）
- 小悪魔女王蹂躙地獄 エピソード:激熱! 秘密結社のドSな美少女 松本いちか（9月14日、Baby Entertainment）
- 亀頭と金玉を同時にしゃぶられ何度も射精させられた僕 松本いちか 永瀬ゆい（9月21日、MOODYZ）
- 場末おじさんに童顔美少女 人形のような純真無垢を愛玩具 無毛のワレメは大人の汁だく生殖器（9月21日、TEPPAN）
- 一般男女モニタリングAV 特設マジックミラー部屋で熟年おしどり夫婦が男女に別れてAV女優 & 男優の凄テクイキ我慢に挑戦!! 天性の小悪魔美少女・松本いちか×素人男性（夫）/（妻）素人奥様×年下デカチン激ピストン男優 編 パンティとブロマイド付き（9月21日、	DEEP'S）
- いちかのお口中出し。おしゃぶり姫・松本いちかごっくん解禁。（9月23日、ひよこ）
- 恥ずかしがり屋で超絶カワイイ義理の妹と付き合い始めてしまった僕…。初めて親がいない一泊二日…エッチするチャンス! 朝から晩までヤリまくり! 4（9月28日、Hunter）
- 娘に中出しするしかなかったあの夜 松本いちか（10月5日、アタッカーズ）
- 尿道責め学園（10月12日、犬/妄想族
- 「そのクセやめろよ! みっともないだろ!」「だって触っていると落ち着くんだもん…」 股間を無意識に触ってしまう義妹の恥ずかしいクセ…。（10月12日、Hunter）
- 【脳バグ膣イキ】義父の媚薬激ピストンで連れ子JDのおま●こは精子と潮と愛液まみれ キメセク痙攣汗だく潮吹きアクメ 松本いちか（10月19日、MOODYZ）
- 素人なのにディルドオナニーで激しく感じちゃう一般人娘 8（10月19日、かぐや姫Pt/妄想族）
- 生意気なメスガキ姪っ子を大人チ○ポで黙らせる!! 松本いちか 永瀬ゆい るるちゃ。（10月22日、TMA）
- 絶対空域 スベスベまんスジ・太ももでチ○ポを挟んで弄ぶ小悪魔少女 松本いちか（11月2日、MOODYZ）
- いじわるご奉仕 癒しの巨尻ソープ嬢 松本いちか（11月2日、MARRION）
- 松本いちか、永瀬ゆい、枢木あおいのトリプル凄テクを我慢できれば生★中出しSEX! 特別編（11月2日、ワンズファクトリー）
- バイノーラルで松本いちかをハメドリッ!（11月2日、MAX-A）
- 隣に住む童貞くんに初めて彼女が出来たからSEXや中出しの練習をしてあげる事にした、優しい人妻の私。松本いちか（11月12日、人妻花園劇場）
- 夫婦で挑戦! 夫がAV女優の凄テクを20分我慢できたら賞金! イカされちゃったら妻が寝取られ中出しSEX!! 5（11月16日、はじめ企画）
- 残虐昇天三角木馬 Part3 ～悪魔の重力にイキ殺される炎上女体～ 完全撮り下ろし! 7名の悶絶轟沈（11月16日、Baby Entertainment）
- 素人娘がM男君の自宅を訪問! 責め経験ほぼゼロのうぶな女子たちが、底知れぬM心に触発されドS痴女性が開花! 「もう出ちゃうんですか…//」乳首舐め手コキや顔騎フェラで散々焦らした後は、杭打ち騎乗位で自ら腰を振ってイキまくる!（11月12日、赤面女子）
- 小悪魔美少女たちが模擬店でHなコスプレ着て乳首弄りまくって大騒ぎ! チクビっ痴中出し学園祭 白桃はな 松本いちか 堀北わん 天然美月（11月23日、本中）
- ゾウさんパンツでフェラ10人 ブリーフの先っちょからチ●ポを引っ張り出して喉奥でグポグポする気持ちいいフェラチオ 5（12月7日、かぐや姫Pt/妄想族）
- 誘惑 7 仕事中にチ○ポを触りたがる7人のOL達（12月7日、下半身タイガース/妄想族）
- めっちゃ可愛いアナル百合セックス  「新田まんの穴はずっといちか専用!」 新田みれい 松本いちか（12月14日、ビビアン）
- スクールカースト最下層のボクがクラスの美少女3人組の性欲処理に使われる夢の放課後ハーレム教室 松本いちか 久留木玲 桜井千春（12月14日、Million）
- お金欲しさに軽い気持ちで臨んだ初めてのパパ活。女子大生いちか case.1 松本いちか（12月16日、MAXING）
- Let’sメスイキ! GOtoHEAVEN! ペニバン娘に掘られて悶絶! 肛門キャンキャンオールナイト! 松本いちか さつき芽衣（12月21日、エムズビデオグループ）
- 焦らして焦らして何度も寸止め!アナルリップさせてくれる乳首チューチュー小悪魔の中出しM男宅訪問 松本いちか（12月23日、Materiall）
- 暗がり主観映像でヌキやすい! 突然現れた女の子にいきなりフェラされて2連続発射（12月23日、DANDY）
- 羞恥 ある日突然男女社員混合 強制OL健康診断2021 スペシャル 2枚組（12月23日、サディスティックヴィレッジ）
- 美○女集団輪姦倶楽部 いちか（12月24日、I.B.WORKS）
- 「今から君のチ●ポを痴女りに行くネ」甘サド美少女二人にごっくん&中出し & 男潮でチ●ポバカにされちゃう僕 松本いちか 永瀬ゆい（12月28日、痴女ヘブン）

- レ×プの前科を見逃してくれた恩人の娘に再犯種付けプレス 松本いちか（1月4日、MOODYZ）
- 嫁が社員旅行に出かけた隙に可愛すぎる義妹と一晩中ヤリまくり性活 松本いちか（1月4日、MAX-A）
- 隣の4姉妹に前後左右を囲まれて痴女られまくって抜かれまくる夢の中出しハーレム 松本いちか 百瀬あすか 桜井千春 倉本すみれ（1月4日、kawaii*）
- 相席居酒屋でナンパした仲良し2人組をお持ち帰り。コソコソHしていると隣の部屋にいるガードの堅い女友達はヤラせてくれるか 其の30（1月4日、変態紳士倶楽部）
- 羞恥! 思春期発育状況検査会2～未成年女子学生・第二次性徴の測定と性交実態調査～（1月13日、サディスティックヴィレッジ）
- 通電ショック洗脳実験 ＜別称:『パブロフの犬』を利用したマインドコントロール法＞―まだ何も知らない少女の初体験は電気ショック― 松本いちか（1月18日、ドグマ）
- 【個撮】どこでもフェラ 6  11人（1月18日、かぐや姫Pt/妄想族）
- 血の繋がりのない妹と二人っきりの3日間! ここぞとばかりにセックスしまくった!! 松本いちか（1月20日、プラネットプラス）
- 学生時代のセクハラ教師とデリヘルで偶然の再会―。その日から言いなり性処理ペットにさせられて…。 松本いちか（1月25日、マドンナ）
- ゆりとも ～大好きな親友と最初で最後のレズセックス～ 松本いちか 百瀬あすか（1月25日、レズれ!）
- Bitch 今井夏帆 松本いちか（1月27日、MERCURY）
- 1分間も我慢出来ない後輩女子のイジワル痴女手コキ 密着サンドイッチ射精管理スペシャル 松本いちか 天然美月（2月1日、kawaii*）
- AVを大音量で観ていたら隣家の美人妻がクレームを言いにきたのでフル勃起したデカチンを見せつけると欲情していたので 留守番してる旦那に奥さんの絶頂ボイスを聞かせてあげた件 7（2月1日、変態紳士倶楽部）
- 「先生の乳首、ドMにしてあげる」普段真面目な風紀委員の本性は、超イケイケの裏ビッチ! 制服美少女ハーレム乳射調教! 松本いちか 百瀬あすか るるちゃ。（2月8日、犬/妄想族）
- 集団OL美脚責め 働く女の匂い立つ蒸れ足で責められ続けた僕。（2月8日、犬/妄想族）
- ミニスカTバック女子校生 4（2月8日、BAZOOKA）
- 両親が不在の間、僕（兄）の事が大好き過ぎる、義妹三人にベロキスフェラで囲まれ、挟まれ、射精させられ続けた二日間。 松本いちか 渚みつき 久留木玲（2月22日、痴女ヘブン）
- 永瀬ゆい引退直前スペシャル!!  夢を追いかける永瀬ゆいとマブダチ美少女の最後の夜遊びNight ハーレム中出し大乱交パーティー!! 永瀬ゆい 百瀬あすか 久留木玲 松本いちか（2月22日、本中）
- 松本いちか全部中出し本中コンプリート8時間BEST 最新7タイトル21本番44発射!（2月22日、本中）※単体ベスト
- くそ生意気なメスガキの姪っ子に大人の俺が「ざこざこざぁ～こ」と罵られて屈服! 逆レ搾精されてM堕ちした話 松本いちか（3月1日、かぐや姫Pt/妄想族）
- 姉妹調教 新しいお父さんは、毎日私たちを辱めてくるんです…。 松本いちか 葉風ゆりあ（3月1日、アタッカーズ）
- 女王様の拘束ぶっかけ濡れだく猥褻従順ペット 松本いちか（3月8日、AVS collector’s）
- お酒を飲んで2人で本音で絡み合い1日中セックスしまくる! ガチ友ホロ酔いレズドキュメント。永瀬ゆい、引退宣言。 松本いちか（3月8日、ビビアン）
- 素人娘の全裸図鑑 22  今時の女の子12名が恥らいながら脱衣していく様子をじっくり撮影した、変態紳士のためのヘアヌードコレクション（3月8日、かぐや姫Pt/妄想族）
- 薬で眠らせた娘を異常絶倫のオヤジ達に売ってます。 （1時間/ピル服用済/現金のみ/各種オプション相談） 松本いちか（3月15日、MOODYZ）
- 美尻ガールズバー美少女ハーレム 肉尻揺らして腰を振る密着挟み撃ちプレスで何度も射精せるスケベ接客 百瀬あすか 松本いちか 久留木玲 渚みつき（3月15日、MOODYZ）
- おマ○コとアナルがハッキリ見える 3  素人娘の超接写オナニー 10人（3月15日、かぐや姫Pt/妄想族）
- 童貞の僕をちっぱいで誘惑してくる!? 小悪魔従妹 松本いちか（3月20日、プラネットプラス/アンビバレンツ）
- 朝がくるまで射精させる種搾りプレス 松本いちか（3月22日、痴女ヘブン）
- スクヘル! ～教イク委員会公認ヘルスNo.1嬢 める&いちか～ 伊東める 松本いちか（3月22日、ダスッ!）
- J●週末奴隷 松本いちか（3月24日、Materiall）
- セーラー服と麻縄と… 松本いちか（4月5日、アタッカーズ）
- いろいろなデニール数の黒タイツに挟まれたい… 踏まれたい… 絞められたい… 黒タイツ女子○校生脚ロック逆3P 松本いちか 百瀬あすか（4月5日、DEEP'S）
- 「おばさんの私が下着を盗まれるなんて…」6  自分を女として見てくれるというだけで人妻は発情してしまうので本当チョロい（4月12日、かぐや姫Pt/妄想族）
- 俺の部屋で飲み直さない? 酔った親友の彼女を寝取ってハメまくった 松本いちか（4月16日、MAXING）
- クソ生意気なメスガキの黒タイツ チン先スリスリ見下し足コキで敗北射精させられるっ! 松本いちか 渚みつき（4月19日、MOODYZ）[92]
- Graduation 卒業前の最後の中出しSEX（4月19日、無垢）
- 【シコり過ぎ注意】 個撮・ドスケベ娘・肉尻・ギャル・ハメ撮り（4月19日、チキチキカマー/妄想族）
- 僕は男として見られてません…同じクラスの女子と相部屋ホテル 目の前で丸裸で騒ぎ出した2人にフル勃起… 朝までチ●ポを中出しオモチャにされちゃった日。 倉本すみれ 松本いちか（4月26日、本中）
- 放課後に遊び半分で召喚したサキュバスがクラスメイトに憑依してから毎日続く校内のこんなとこで!? 中出し搾精性活 松本いちか（5月3日、MOODYZ）
- 行列が出来る中出し中毒公衆便女 濃厚オヤジの追撃種付けプレス20連発大乱交 松本いちか（5月3日、ワンズファクトリー）
- 永瀬ゆい THE FINAL 最後まで自分らしく!!「愛を感じたい! 私を奪い合って愛を見せつけて欲しい…」 ファン10名と笑って泣いてハメて抜きまくる愛に溢れた引退感謝祭（5月3日、kawaii*）[注 3]
- マスク女子の卑猥なフェラチオ素人娘 10人（5月10日、かぐや姫Pt/妄想族）
- 誰も助けてくれない イマドキJ●が狙われた冷酷無比レ●プ 松本いちか（5月16日、MAXING）
- ヤリマン連れ子に貞操帯つけてお仕置きしたら性欲臨界こっそり鍵を盗んでワシ（義父）のチ○ポにまたがり逆夜這いでイキ狂った 松本いちか（5月17日、MOODYZ）
- ツキマトイ盗撮痴漢 3（5月20日、DOC）
- 僕のことを今は3分の1くらい好きで、3分の2くらい好きになったら彼氏にしたいと言うバイト先の後輩女子からデートに誘われ… いちゃいちゃ彼氏未満デートを楽しんだあとホテルに入るなりエロいキスを求めてくるのでめちゃくちゃ中出ししまくった。 松本いちか（5月24日、本中）
- 最終電車で痴女とまさかの2人きり! J○Ver向かいの座席でパンチラしてくる小悪魔女子○生の誘惑で勃起したらヤられた VOL.3（5月26日、DANDY）
- 周りにバレないように萌え袖手コキでこっそり何度も射精させる小悪魔J系（5月26日、DANDY）
- 精子も魂も絞り取られる小悪魔スぺレズ痴女性交。 松本いちか 百瀬あすか（6月14日、ダスッ!）
- マセガキ痴女3人組に童貞であることが発覚した教育実習生のボク!! からかわれながら両チクビ・チ●ポの3点責めで全方位キモチいい強制射精ハーレム学園!! 松本いちか 渚みつき 宮沢ちはる（6月14日、BAZOOKA）
- 露出・輪姦・ぶっかけ願望に憑りつかれた女 松本いちか（6月21日、グローリークエスト）
- 女子会してるホテルにM男くんが突撃参加! 誰とパコるか5秒で決めろッ 小悪魔4人に一日中犯されるハーレム中出し女子会 松本いちか 倉本すみれ 枢木あおい 百瀬あすか（6月21日、MOODYZ）
- 生意気J〇妹の偏愛レズペットになりました。 紗倉まな 松本いちか（6月23日、SODクリエイト）
- 僕が田舎から上京する直前の三日間。妹みたいに思っていた幼馴染のいちかが、突然、痴女ってきて… 松本いちか（6月28日、痴女ヘブン）
- 帰省中、義理の妹・いちかに誘惑された僕は30日間溜めた精子が空になるまで濃厚中出しセックスをした…。 松本いちか（6月28日、マドンナ）
- 粘着ストーカーMの電車痴漢・自宅侵入記録＃69・70（7/月7日、蜃気楼）
- 凸撃メスイキ いちかのオナホになっちゃう? M男の肛門ズブズブ掘りながらチ○ポをしごきあげて♀化させるペニバン感謝祭 松本いちか（7月12日、ROYAL）
- デリヘルでみつけたドM天使 -実写版- 辻井ほのか / 松本いちか / 椿りか（7月12日、Hunter）
- 絶対領域 逆ナン美少女ハーレム すべすべな可愛い娘の太ももに囲まれ! 挟まれ! 身動き出来ず、何度も射精させられる! 森日向子 松本いちか 花狩まい 木下ひまり（7月19日、MOODYZ）
- あなたのチ●ポ洗います。6 素人アルバイト9人（7月19日、かぐや姫Pt/妄想族）
- 腰フリ女神の掘りテク天国MEN'Sメスイキ開発エステ 松本いちか（7月21日、Materiall）
- 唾液ダラダラ顔面deep舐めフェラチオ（7月21日、Materiall）
- 両親が再婚して僕はメスガキ生意気姉妹にむちゃくちゃ搾精された。松本いちか 工藤ララ（7月22日、TMA）
- 血がつながってない義理姉と弟が両親の不在中にこっそりSEXをしているのを見て発情した妹も混ざって逆3Pハーレム中出し近親相姦 松本いちか 森日向子（7月26日、本中）
- 帰省先のド田舎で再会した幼馴染二人に密着挟まれ身動き出来ず奪い合い中出しされて汗だく痴女られた三日間 松本いちか 倉本すみれ（7月26日、痴女ヘブン）
- 女子●生 蛇縛の肉体献上 松本いちか（8月2日、アタッカーズ）
- どっちが一番スキか2秒で決めてッ 1番目と2番目に好きな2人が僕を奪い合いスワップ セクテク競い合いハーレム小悪魔逆3P 白桃はな 松本いちか（8月2日、MOODYZ）
- S-Cute 20周年記念作品コレクション 美少女といちゃいちゃキャンプ 撮りおろし6作品 469分（2月2日、S-Cute）
- レズビアンに囚われた女潜入捜査官 ～裏切りの監禁絶頂地獄編～ 倉本すみれ 松本いちか 枢木あおい（8月9日、ビビアン）
- 素人娘の全裸図鑑25 今時の女の子12名が恥らいながら脱衣していく様子をじっくり撮影した、変態紳士のためのヘアヌードコレクション（8月9日、かぐや姫Pt/妄想族）
- 隠しきれないほど勃起して犯された 通学ふたなり少女 松本いちか（8月16日、MOODYZ）
- 拘束絶頂 ～身動きが取れない状況で痙攣イキするえっちなオマ○コ 松本いちか（8月16日、MAXING）
- マブダチとレズれ! inみなとまち 松本いちか 今井夏帆（8月23日、レズれ!）
- 『あっダメ! 激しく突いたらバレちゃう…』義妹がロングスカートの中でこっそり即ハメ要求! 親の目の前でバレずにドキドキのこっそり連続イキ! 3（8月23日、Hunter）
- おっぱい盛ってFcup人生送ってたら巨乳好きの彼氏できた… 元カレ相談NTR×今彼汗ダク濃厚SEX 松本いちか（8月25日、Materiall）
- 【美脚エロ動画】 手脚の長いイマドキ体型女子限定! スレンダー女子と中出しSEX4時間21発!（9月6日、ナンパJAPAN）
- 童顔 × ちっぱい × スレンダー=イマドキ最強女子!! 松本いちか8時間BEST 人気シリーズ満載6タイトルをギュギュっと収録!（9月6日、ワンズファクトリー）※単体ベスト
- 恋人の娘で教え子のガキビッチに身も心も寝取られ、雌イキまでさせられたボク。 松本いちか（9月13日、ダスッ!）
- 僕をイジメる不良の妹は超生意気なメスガキ! 『よわよわ雑魚おち×ちんっ いちかのパンツでイけっ、イッちゃえ』 松本いちか（9月20日、無垢）
- マジックミラー号 × Materiall灼熱の夏…? 直前の台風直撃海岸で、疲れた男達をゲリラ癒しヌキするチビっ子悪魔タイフーン連続中出し逆ナンパSP! 松本いちか 倉本すみれ（9月22日、Materiall）
- 髪から香る甘い匂いとスベスベな太ももに恩知らずなボクは密着不謹慎勃起。 松本いちか（9月27日、ROYAL）
- 学園祭の準備で学校にお泊り! 夜から朝にかけて甘えん坊キッスで校内レズマーキングする2人だけの前夜祭 松本いちか 倉本すみれ（9月27日、レズれ!）
- 逆バニー風俗 中出しOK 連続射精! 追撃男潮! 無制限射精コース 松本いちか 倉本すみれ（9月27日、痴女ヘブン）
- 素行不良で僕の家に来ることになった姪っ子J系 ミニスカから覗く桃尻に我慢できず襲い掛かったら案外素直にヤラせてくれてそれ以来連日中出し! 松本いちか（10月4日、かぐや姫Pt/妄想族）
- 逆痴漢ハーレム。メスガキ痴魅っ娘クラブ 栄川乃亜 渚みつき 松本いちか 天馬ゆい（10月11日、ダスッ!）
- 限界突破! 媚薬で引き出す最高潮キメセクFUCK 松本いちか（10月16日、MAXING）
- 完全着衣でM男ペットを弄ぶ意地悪射精コントロール 松本いちか（10月18日、ミル）
- ウマのり娘がイクッ! 製作費0円で私物販売、店舗突撃、イベント開催etc… 自力で稼いだお金で、競馬で勝って、AVを作ろう!! キミが中出ししても腰振るのやめない! ハメまくり射精しまくりスペシャル 松本いちか（10月25日、本中）
- 私たちは最強だょ? ずっと夢の中。朝陽が昇っても2人は欲しいままに唾液も体温も愛液も全て求め責め合いました。 松本いちか 枢木あおい（10月25日、ダスッ!）
- あなたの初ヌード撮らせてください! 素人娘20人の全裸コレクション 2（11月1日、OFFICE K’S）
- 【M男必見!!】地味で真面目そうな女子生徒が実は超が付くほどド淫乱だった!? やらかしてしまった決定的瞬間を目撃され、弱みを握られ脅迫逆レイプ 呼び出された先で乳首やチ●ポをこねくり回されオモチャにされてしまった!!（11月8日、SCOOP）
- 光沢サテンW痴女 松本いちか さつき芽衣（11月15日、ミル）
- ゾウさんパンツでフェラ2 5時間 ブリーフの先っちょからチ●ポを引っ張り出して喉奥でグポグポする気持ちいいフェラチオ 31人（11月15日、かぐや姫Pt/妄想族）
- 超優良、リピート確実! エッチで可愛い松本いちかちゃんがおもてなすSpecial風俗♡（11月16日、MAXING）
- 松本いちかSUPER COMPLETE BEST（11月22日、Million）※単体ベスト
- 【脳イキしてみる?】小悪魔淫語で脳と金玉がトロける最高のオナサポASMR 松本いちか（11月23日、Materiall）
- Aカップ貧乳パイパン美少女 松本いちか 4時間（11月25日、I.B.WORKS）
- 暗黒に打ち砕かれた新任女教師 松本いちか（12月6日、アタッカーズ）
- 絶倫チ●ポシェアしよ 美少女マブダチ同級生ハーレム逆3P中出しデート 沙月恵奈 松本いちか（12月6日、MOODYZ）
- 素人娘の全裸図鑑 27  今時の女の子13名が恥らいながら脱衣していく様子をじっくり撮影した、変態紳士のためのヘアヌードコレクション（12月6日、かぐや姫Pt/妄想族）
- 女子校生孕ませレイプ中出し20連発 松本いちか（12月13日、REAL）
- ナンパした娘がくそ生意気なメスガキでエロマンガのような逆レ●プ搾精されてしまった 松本いちか（12月16日、MAXING）
- 僕を好きすぎる幼なじみ3人にチ○ポを奪い合われるハーレムご近所生活 松本いちか 倉本すみれ 天然美月（12月20日、MOODYZ）
- 女子●生図鑑 新・青い制服編（12月23日、赤面女子）
- このメス女… 只今発情真っ盛り!? 松本いちかとしてみませんか?（12月27日、e-kiss）
- ハタチの夜、酔ったボクらは朝日が昇り精子が尽き果てるまで中出しセックスを繰り返した。 松本いちか（12月27日、ROYAL）
- チクビアン 5  ビンビン乳首こねくりレズ性交（12月27日、レズれ!）

- 緊縛学園 松本いちか（1月3日、グローリークエスト）
- 綺麗好きだった僕の彼女は悪臭漂うゴミ部屋で中年おやじに中出しされまくってボロボロに汚された 松本いちか（1月3日、かぐや姫Pt/妄想族）
- 強制媚薬レズ狂い 伊織羽音 松本いちか 神納花（1月3日、アタッカーズ）
- 何も知らない超人気AV女優に即ハメ即尺SEX 松本いちか（1月16日、MAXING）
- 彼女の妹は生粋の小悪魔ナース 献身的なフリして身動き取れない僕のチ○ポをルーインドオーガズムで弄ぶのです… 松本いちか（1月17日、MOODYZ）
- 幼馴染2人に女の子にさせられレズられた僕 松本いちか 百瀬あすか（1月17日、本中）
- 体臭フェチすぎるJ○彼女がお口とマ●コでチンカスお掃除中出しPtoM 松本いちか（1月24日、本中）
- 女子●生ビリビリ電流拘束拷問 松本いちか（1月26日、Materiall）
- まるっと! 松本いちか（2月5日、プラネットプラス）※単体ベスト
- 僕の事が好きだという癖に最近彼氏を作ったいっちゃんが、僕に彼女が出来たと知った途端に嫉妬して、僕が別れると言うまで僕の事を犯し続けた。 松本いちか（2月7日、アタッカーズ）
- 派遣マッサージ師にきわどい秘部を触られすぎて、快楽に耐え切れず寝取られました。 松本いちか（2月14日、ダスッ!）
- セクハラママさんバレー! 5 ハイレグブルマ姿の人妻12人が挑む過酷なエロトレーニング（2月14日、かぐや姫Pt/妄想族）
- ちっぱい美少女がハマる性感ぬるぬるオイルマッサージ 松本いちか（2月16日、MAXING）
- コンカフェで出会った推しの女の子とデリヘルでバッタリ遭遇!! クズ彼氏持ちのデリヘル嬢を好きになってしまったので 来る日も来る日もおしゃべりしながらセックスして励まし上書き中出し 松本いちか（2月21日、本中）
- HEY君! トゥクトゥクでパコろうよ! ねぇ? ギャルとハーレムかまさない? おち●ぽバカアゲトリップファック! 松本いちか 花狩まい（2月21日、kira☆kira）
- 彼女が出来た兄（僕）に嫉妬してジェラシー淫語中出しで痴女ってくる汗だく制服妹 松本いちか（2月28日、痴女ヘブン）◎
- 等身大の松本いちかBEST480分（2月28日、ダスッ!）※単体ベスト
- 美少女ヌード観察50人（2月28日、UMANAMI）
- 美少女の白肌と熱蝋 松本いちか（3月7日、アタッカーズ）
- 松本いちか × ボンテージQUEEN（3月16日、MAXING）
- 令和イチのメスガキ 松本いちか わからせ痴女られ10作品8時間ベスト（3月21日、MOODYZ）※単体ベスト
- 素人娘の全裸図鑑 29  今時の女の子13名が恥らいながら脱衣していく様子をじっくり撮影した、変態紳士のためのヘアヌードコレクション（3月21日、かぐや姫Pt/妄想族）
- マスク女子の卑猥なフェラチオ素人娘 3  12人（3月21日、かぐや姫Pt/妄想族）
- 【シコり過ぎ注意】 個撮! ドスケベ娘! 巨乳! 肉尻! ギャル! 中出し! ハメ撮り! フル勃起で金玉カラッポ250分!（3月21日、チキチキカマー/妄想族）
- 痴女の天才 デカ尻ピストン27射精! 松本いちかBEST（3月28日、痴女ヘブン）※単体ベスト
- W絶倫少女とハーレム逆3P 終電を逃した普段おとなしいバイト二人を家に泊めてあげたら積極的にセックスを求めてきて何度も何度も精子を搾り取られた 松本いちか 天馬ゆい（4月4日、MOODYZ）
- 超無敵えんこうせい 松本いちか@ノースキンズ!（4月6日、ノースキンズ）
- 彼女の妹はチ○ポマニアの小悪魔ロ○っ娘モンスター! 無自覚ちんチラに逆暴走! 即パク即ズボ精液バキューム騎乗位ピストン! 松本いちか（4月18日、エムズビデオグループ）
- 松本いちか8時間BEST（4月18日、kira☆kira）※単体ベスト
- 素人ナンパでセンズリ鑑賞 15  見るだけでいいんです! だからちょっと僕のチ●ポ見てもらえませんか?（4月18日、かぐや姫Pt/妄想族）
- 松本いちかとレズれ! プレミアムBEST10時間（4月25日、レズれ!）※単体ベスト
- 後輩ちゃんはチ●ポに勝ちたい 枢木あおい 松本いちか（5月2日、S-Cute）
- よだれをた～っぷり飲ませてくれる制服美少女のとろっとろベロちゅう唾液性交 松本いちか 倉本すみれ（5月11日、Materiall）
- 涎たっぷりベロキスハーレム学園 美少女生徒4人に挟まれて唾液ぐっちょり舐め犯されて何度も射精くッ! 松本いちか 百瀬あすか 渚みつき 沙月恵奈（5月16日、MOODYZ）
- オナサポ!! 女子○生 着衣で全裸で挑発的ダンス 4（5月16日、かぐや姫Pt/妄想族）
- 【個撮】どこでもフェラ11 11人（5月23日、かぐや姫Pt/妄想族）
- 最終接吻電車 誰もいない2人きりの車内で美少女と何度もキス×キス×キス 松本いちか（5月25日、YONAKA）
- 僕が先に好きだったのに、敬愛する祖父と同じ戦法でプロ棋士を目指していた幼馴染が中年チ●ポ依存症の中出し肉便器になってしまった 松本いちか（6月6日、かぐや姫Pt/妄想族）
- 令和の天才いっちゃん? 昭和の天才はたちゃん? AV界W天才痴女ハーレム!! 台本なんていらねぇよ! アドリブ淫語と凄テクで5秒で楽勝抜いてやんヨ 贅沢逆3P中出しスペシャル!! 波多野結衣 松本いちか（6月6日、MOODYZ）
- ATTACKERS 女優名鑑 松本いちか 14時間（6月6日、アタッカーズ）※単体ベスト
- 高シコリティー即ハボレイヤー 洗脳キメセク従順セフレ化こすパコ5連発!（6月13日、ボニータ/妄想族）
- メスガキがヤッてきたっ!! パパ活女子の従妹とセックス三昧の夏 松本いちか（6月20日、無垢）
- 甘サド唾液責めチクビッチ とろとろヨダレに溺れつづける乳首舐められSEX3日間 松本いちか（6月20日、DEEP'S）
- 素人なのにディルドオナニーで激しく感じちゃう一般人娘 11（6月20日、かぐや姫Pt/妄想族）
- 天才! 松本いちか8時間BEST（6月22日、Materiall）※単体ベスト
- ぶっつけ本番! 誰でもいいからパコっちゃうゥ!? あおいれなと松本いちかのいきなり逆ナン! ゴー! ゴー! バコバコワゴン（6月27日、ダスッ!）
- ノーハンドフェラは奴隷の証! 8 手を使わずにフェラチオする10人の素人娘（6月27日、かぐや姫Pt/妄想族）
- 強化合宿中に陸上女子が悪徳コーチに媚薬を盛られて汗だくキメセク大絶頂 松本いちか（7月4日、ワンズファクトリー）
- 放課後緊縛解放区 松本いちか（7月4日、アタッカーズ）
- 着せ替えデリバリー えちえちフルオプ射精三昧! 松本いちか（7月5日、プラネットプラス/アンビバレンツ）
- 唾液ダラダラのとろけるベロキスと寸止め生殺し射精コントロール 松本いちか（7月16日、MAXING）
- 愛おしすぎて壊しちゃいたい ヤンデレJ系に監禁された俺の極限中出し搾精生活 松本いちか（7月18日、かぐや姫Pt/妄想族）
- 素人娘の全裸図鑑 31  今時の女の子12名が恥らいながら脱衣していく様子をじっくり撮影した、変態紳士のためのヘアヌードコレクション（7月18日、かぐや姫Pt/妄想族）
- 彼女のいもうとに痴女られました…無邪気な笑顔で痴女責め全開フェラビッチな妹と彼女の留守中に何度もハメて完全にドハマりしたボク。松本いちか（7月25日、クリスタル映像/e-kiss）
- おマ●コとアナルがハッキリ見える 5  素人娘の超接写オナニー 11人（7月25日、かぐや姫Pt/妄想族）
- 使用人に隅々までお仕置きレイプされ孕ませ輪姦されたお嬢様捜査官イチカ 松本いちか（8月1日、MOODYZ）
- ～聖パイパンヌ学園～ つるつる無毛マ●コでボクを魅了する美少女たちの夢のパイパン学園ハーレム 松本いちか 皆瀬あかり 流川莉央（8月8日、Million）
- 角オナニー 擦り付けたら止まらない 7 11人（8月8日、かぐや姫Pt/妄想族）
- 全セクシー界GAMANKO 最強対決 松本いちか vs 皆月ひかる（8月10日、BOTAN）
- 僕（兄）の事が大好き過ぎる小悪魔ギャルの挑発パンチラに理性を失いデカ尻バック中出し生活。 松本いちか（8月15日、MOODYZ）
- 童貞の僕をフェラチオでいじめる小悪魔ギャル。でも初体験までさせてくれてもっと僕をイジメてくれた 松本いちか（8月15日、kira☆kira）
- 不倫が文化とかまじファック! W小悪魔ハーレム中出し そんなのうちらが許さねぇ。友達の浮気男のポコチンこねくってザーメン爆ヌキして、2度と悪さできないようにして金玉空っパコにしてやるからな! 松本いちか 森日向子（8月15日、MOODYZ）
- 僕の可愛い彼女は地雷系女子♡ 松本いちか（8月16日、MAXING）
- 執拗にじゅぼじゅぼ! 粘着にぐちょぐちょ! おち○ぽ全体をねっと～りシャブり尽くす美少女マネージャー 松本いちか（8月22日、ダスッ!）
- ドスケベ愛人二人の奪い合い中出し不倫。ジェラシー淫語と暴走杭打ち騎乗位で朝まで射精され続けたボク… 松本いちか 月乃ルナ（8月22日、痴女ヘブン）◎
- 【ASMRレズ主観】脳みそトロットロに犯される女子●生放課後ASMRレズ倶楽部 松本いちか 倉本すみれ 百瀬あすか（8月22日、レズれ!）
- 「学園祭の前日に…」W小悪魔女子●生が学校内を搾精イタズラ夜回りするM男クン探しの前夜祭♡ 松本いちか 森日向子（8月24日、Materiall）
- 清純派、と淫交。 松本いちか（9月1日、ドリームチケット）
- 隣に住むJ系ママが大きな愛と包容力で僕を甘やかしてくれる! バブみ感じて赤ちゃん返りSEX 松本いちか（9月5日、かぐや姫Pt/妄想族）
- 緊縛調教妻 財閥の政略結婚で嫁いだ旧家の娘。しきたりと言う名の縄調教に堕ちた若妻 松本いちか（9月12日、グローバルメディアアネックス）
- 松本いちかがガチで憧れていた河東実里と高級ラブホで朝までじっくりいちゃいちゃレズセックス 河東実里 × 松本いちか 初遭遇で初共演!（9月12日、ビビアン）
- ちっぱい女子に水とローションぶっかけて濡れ髪濡れ肌びしょびしょのままヤリまくった 松本いちか（9月16日、MAXING）
- 黒パンスト痴女のコスプレ淫語責め 松本いちか（9月19日、グローリークエスト）
- 彼女いるのにおっきしちゃったネ W小悪魔ハーレム中出し 彼女の不在中、自宅に押し掛けてきた後輩2人に襲われそうになった僕は 彼女が帰宅しそうになったら野外に連れ出され密着キスされて勃起しちゃったら即ホテル行き 新井リマ 松本いちか（9月19日、MOODYZ）
- 素人娘の全裸図鑑 32  今時の女の子12名が恥らいながら脱衣していく様子をじっくり撮影した、変態紳士のためのヘアヌードコレクション（9月19日、かぐや姫Pt/妄想族）
- ねぇ、お兄ちゃん! セックスの練習しようよ! 松本いちか（9月20日、プラネットプラス/アンビバレンツ）
- 床オナぐせのある妹がマンズリでお兄ちゃんを釘付けにするガン見クリしこ誘惑 松本いちか（9月21日、Materiall）
- ココは天国 or 地獄?! 無限射精! 無限メスイキ! 無限乳首責め! 無限寸止め! 全M男が夢みる中出しハーレム誕生日会 松本いちか 倉本すみれ 美園和花 伊東める 二宮もも ちびとり（9月26日、本中）
- 給湯器が壊れてお風呂を借りにきた隣家の幼馴染‘いちか’の汗ばむ肌、シャンプーの匂い、チラ見えする小さな胸の膨らみに我慢できず親の目を盗んで青春炸裂セックス 松本いちか（10月3日、kawaii*）
- おま●この形状まるわかり! 薄いパンツの上からマン汁ぬるぬる透けオナニー 10（10月10日、かぐや姫Pt/妄想族）
- ノーハンドフェラは奴隷の証! 9 手を使わずにフェラチオする11人の素人娘（10月24日、かぐや姫Pt/妄想族）
- 清楚で生意気なメスガキ絶対的制服美少女が汚チ●ポに… 媚び媚びご奉仕いたします 01（11月14日、宇宙企画）
- J〇校内媚薬 ちょっとナマイキな制服美少女を非合法媚薬で快楽堕ちさせる!! 媚薬が入った女はカラダが火照り、教室でも保健室でも極悪チ●ポの誘惑には勝てずによだれ垂らして連続絶頂!! 全員パイパンSP（11月14日、SCOOP）
- 新章始まる。電撃専属 ダスッ! & 本中 ダブル専属 松本いちか禁欲大解放。ドロくちゃSEX3本番special（11月14日、ダスッ!）
- 「ねぇ、今、ココでベロキスできたら今日は何発でも中出しさせてアゲル」 松本いちかと野外デートで接吻してくれたらラブホでご褒美中出しSEX（11月28日、本中）◎
- 松本いちか ALL中出し8時間（11月28日、本中）※単体ベスト
- 久しぶりの帰郷。三年前のバイトの同僚と酔った勢いで朝陽が昇るまで何度も中出ししまくった。 松本いちか（12月12日、ダスッ!）
- せんべろ! マンべろ! チ●コもべろべろ! 超ハイテンション責めっぱなしでゴクゴク飲み干す金玉カラカラ金曜日 ザーメンごっくん甘サド中出しハシゴ酒 酔うと精子も飲みたくなるんだよね!! 松本いちか（12月26日、本中）

- えっ!? こんなの聞いてない! 朝日が昇るまで、性処理肉便器 驚異の中出し濃厚精子プレス ザーメン汚し合計35連発! 妊娠確定イクイク女完成SP 松本いちか（1月9日、ダスッ!）
- 「ウチの脚じろじろみてるよね!?」 そばに彼女がいるのに脚を絡ませ耳元でささやき挟んでシゴいて中出しで狂わせてあげる 美脚で中出し誘惑する同僚の甘サドOLお姉さん 松本いちか（1月23日、本中）
- オナサポ!! 女子○生 着衣で全裸で挑発的ダンス 5（2月6日、かぐや姫Pt/妄想族）
- えっタオル一枚で男湯入るのぉ!? 嫌なんだけど!? 恥ずかしい羞恥ミッションで大量中出し!! ファン獲得!? 過激フル勃起混浴旅 in 湯○原温泉 松本いちか（2月13日、ダスッ!）
- AV女優なのに風俗で本番やらないのダサくない?? 突撃! 噂の風俗店に体当たりガチ潜入リポート! ソープ! M性感! 逆バニー! ハプニングバーで凄テク本番取材に我慢できたら裏オプ生中出し 松本いちか（2月20日、本中）
- 時をかける中出し風俗島 タイムマシンに乗ってオマ●コ探して大冒険! 美少女10人大乱交スペシャル!!（2月20日、本中）◎
- 新感覚オナサポ 同級生の妹×お叱り×淫語×囁きJOI×中出し 生意気な妹がイジメられた兄のリベンジで甘サド爆抜きナマSEX 「うちのマ●コに中出ししたんだから、もう二度とお兄ちゃんをイジメんじゃねーぞ」 松本いちか（3月19日、本中）
- MOODYZファン感謝祭 バコバコバスツアー2024 AV男優発掘＆育成スペシャル!! AV男優を目指す素人16名とAV女優16名の1泊2日大乱交ツアー!（3月19日、MOODYZ）
- AV女優8人の意地とプライドを懸けたひたすら生でハメまくり射精させまくり中出しバトルロワイヤル（3月26日、本中）
- MOODYZファン感謝祭 バコバコバスツアー2024 AV男優発掘＆育成スペシャル!! AV男優を目指す素人16名とAV女優16名の1泊2日大乱交ツアー!（4月2日、MOODYZ）
- 松本いちかと中出しSEXしたい人お気軽にDM下さい M男、早漏、絶倫男子と出会って即ハメ即パコ連続中出し!! 松本いちか（4月16日、本中）
- 松本いちかが自宅に訪問 朝まで中出しお泊りデート（4月23日、痴女ヘブン）
- 美人母娘、イタダキマス。数十年前に孕ませた女とその娘に会いに来ました。 松本いちか 永井マリア（4月23日、ダスッ!）
- 痴姦親父の寸止めリモバイ調教に発情野外べろチュー所構わず膝ガクガク小鹿アクメって自ら求める中出し堕ち性交 松本いちか（5月14日、ダスッ!）
- ねぇ松本いちかって知ってる? AVショップで一般ユーザー突撃知名度チェック! 悪口いったら本人登場! 怒りの爆ヌキ凄テクHAPPY大作戦!（6月11日、ダスッ!）
- 専属クビになりたくなければ受け入れろ! 30本のチ〇ポでイカされても射精させまくるぶっかけ中出し大乱交 松本いちか（6月18日、本中）
- おうちはどこかな。下校途中のつるぺた思春期。孕ませ絶倫オジサンの絶対的中出し義務教育。 松本いちか（7月9日、ダスッ!）
- 声出したら中出し! 美少女孕ませきもだめし林間学校 2 七瀬アリス 北野未奈 松本いちか 響乃うた 弥生みづき 新井リマ 倉本すみれ 美園和花 藤森里穂（7月16日、本中）
- このアバズレクソ女が私の愛する旦那を寝取りやがったから10日後に地獄へ堕ちるまで最狂復讐レイプでお返し致しますね! 松本いちか 新村あかり（8月13日、ダスッ!）
- 教師を舐め腐ったスクールカーストトップJ●を危険日に復讐孕ませレ×プでわからせた。 松本いちか（8月20日、本中）
- まるっと! 松本いちか 8時間2枚組（9月5日、プラネットプラス）※単体ベスト
- 完璧美尻マニアックス。オヂサンは動いちゃダメ! 絶対! じゅぶったマン汁垂れ流し! 高反発バウンド尻見せつけプニプニセックス 松本いちか（9月10日、ダスッ!）
- 見た目そっくりな義兄2人が推しの芸人に激似すぎて… 幼な妻が交互に浮気中出しSEXを繰り返す不貞な日々夫には言えない不在逆NTRハーレム3P性交 松本いちか（9月17日、本中）
- MOODYZファン感謝祭バコバコバスツアー2024完全版 バコバス7時間50分 + うらバコ4時間 + 未公開シーン収録13時間（9月17日、MOODYZ）◎
- 酔うとまたがりベロキス魔になる後輩いちかに涎ぐちょりぐちょり接吻スパイダー騎乗位で10発犯された飲み会後の一夜 松本いちか（9月24日、痴女ヘブン）
- 愛する家族の為に… 知らない豚男の汚ザーを何日も! 何度も! 受精するまで! 自ら精子沼に堕ちていく… 連続妊娠アルバイト 松本いちか（10月8日、ダスッ!）
- 人気セクシー女優をアプリでエロい飲み会に派遣してハーレム合コン中出しnight 松本いちか 倉本すみれ 美園和花（10月15日、本中）
- デリヘル通いの僕に嫉妬した幼馴染の六花といちかの風俗マンションごっこ。 挟み撃ちジェラシー淫語と奪い合いデカ尻ピストンで中出しぶっこ抜かれた… 小野六花 松本いちか[93][94]（11月5日、MOODYZ）◎
- 男をダメにする美脚堪能。甘すぎる極上足フェティスイートルーム。蒸れパンスト神聖おみ足でペニス挟撃コキシコぎゅむゥの極ズリ射精焦らし。 松本いちか（11月12日、ダスッ!）
- 最後に楽しい思い出作ろう 長年付き合った彼氏と別れ間近に限られた時間の中で擦れるほどハメまくった愛情中出し温泉旅行 松本いちか（11月19日、本中）
- 私たちはイカれたBABY（一度きりの特別せっくす。）愛のスキマすら唾液も体温も愛液も求めあう秘密の空間 日常を忘れ没頭する初ニューハーフ筆おろしレズデート 松本いちか 西野めぐ（12月10日、ダスッ!）
- 素人ファン感謝祭 もしも男子校に松本いちかが転校してきたら! 憧れのエロシチュエーションに我慢できたら生中出し学園!!（12月17日、本中）
- 本中’24 夏の大共演 完全版! 大感謝8時間 特別プライス!! 七瀬アリス 松本いちか 北野未奈 美園和花 美谷朱里 弥生みづき 響乃うた 新井リマ 倉本すみれ 藤森里穂（12月24日、本中）
- 松本いちか BEST（12月24日、グローリークエスト）※単体ベスト

- モテない俺らの夢が叶った! 憧れのマドンナを徹底的に味わい精子ブチ込む! 時間停止レ●プ学級 松本いちか（1月14日、ダスッ!）
- 子供いっぱい作らないと日本ヤバない? 少子化ニュースを真に受けて偏差値20のギャルJ●がもう何回もイってるのに即フェラ & 杭打ち中出しPtoMで精子が逆流するまで子作り練習 松本いちか（1月21日、本中）
- マジ?? 世界初AI生成AV 写真の中の女の子が動き出す!! AIで性格までスケベに書き換えて好き勝手にハメ倒し何度も中出し!! 香水じゅん 松本いちか（1月28日、本中）
- 秘密の中出し学園祭 エッチな願いが叶う魔法のステッキでクラスでぼっちの僕が可愛い美少女10人のマ●コ・ア●ル丸見せ大乱交スペシャル!!（2月18日、本中）◎
- 松本いちか4th本中専属いっちゃんの6作品がほぼ丸ごと収録された12時間BESTでたゾっ!（2月25日、本中）※単体ベスト
- エアコンが壊れた蒸し猛暑日。不意にみた旦那以外の勃起チ○ポに欲情して、、汗だく体液交尾に溺れていく欲求不満の田舎若妻 松本いちか（3月11日、ダスッ!）
- 両親が旅行で不在中に近所のメスガキに小遣いあげてつるぺたビキニ着させて無制限中出しOKの乳首責めメンエス嬢にしてやった!! 松本いちか（3月18日、本中）
- MOODYZファン感謝祭 バコバコバスツアー2025 素人17名とAV女優17名の1泊2日大乱交 新世代AVオールスター覚醒!（3月18日、MOODYZ）◎
- 一度射精してもヌイてくれる本格派回春痴女エステ 松本いちか（4月8日、ダスッ!）
- 寝取られ願望のある素人カップル限定! 松本いちかNTRファン感謝祭！勃起したら彼女の目の前でナマ中出し罰ゲーム!!（4月15日、本中）
- 松本いちかの世界 SPECIAL BEST（4月22日、AVS collector’s）※単体ベスト
- 男の娘っておちんちん責められるとアヘ顔晒すからさらに痴女ってヘブンにさせてやるからな! 近藤ムム 松本いちか 倉本すみれ（5月13日、ダスッ!）
- パパのざぁ～こ! 嫁の義理娘にお仕置きで跨られて浮気否定のため挿入しても一度も腰を動かさない僕に、耳舐めささやき雑魚淫語責めしながら杭打ちピストンに何度も中出ししてしまった。 松本いちか（5月20日、本中）
- おま●こくっぱぁに舐めマシマシ! 垂れちゃう愛液じゅっるじゅる。死ぬほど連続アクメで果てまくるLOVELOVEこだわりクンニ依存症 松本いちか（6月10日、ダスッ!）
- 「5分だけなら浮気じゃないモン」深夜バイトするボクを誘惑して… 元カノいちかのハメまくりショートタイム浮気中出し! 松本いちか（6月17日、本中）
- 松本いちか MOODYZ専属になるYOOH☆ 真咲監督ファン感謝いっちゃん好きのお家までデリバリー松本いちか デカ尻暴ピストン⇔超吸引フェラの無限PtoMで上下のおマ〇コでW中出しSpecial（7月1日、MOODYZ）
- 声出したら中出し! 美少女孕ませきもだめし林間学校 3 東條なつ 倉本すみれ 虹村ゆみ 香水じゅん 沙月恵奈 柏木こなつ 春陽モカ 美園和花 弥生みづき 松本いちか 大槻ひびき（7月15日、本中）
- 素人ナンパでセンズリ鑑賞 22 見るだけでいいんです! だからちょっと僕のチ●ポ見てもらえませんか?（7月15日、かぐや姫Pt/妄想族）
- 10年ぶりに再会した塩対応のちっぱい妹は喪女ニート あの頃と変わらぬ微乳を乳首こねくり抜かずの中出し10発で沼ラセタ 松本いちか（8月5日、MOODYZ）
- セクハラママさんバレー! 13 ハイレグブルマ姿の人妻9人が挑む過酷なエロトレーニング（8月19日、かぐや姫Pt/妄想族）

### アダルトVR
- 美術部の【ロッカーの中】に可愛い後輩と2人きりで入ると唇まで3cm 息がかかる距離で思わず勃起で、僕は我慢できず…（1月13日、SODクリエイト）
- 3年A組 松本さん 卒業式終わりにラブホでハメ撮り（2月6日、SODクリエイト）
- くすぐりVR 〜制服姿の鬼カワイイ妹にえっちな悪戯〜（2月28日、CASANOVA）
- 初めてのパパ活円光! 制服J○がおじさんの凄テクに絶頂しまくり! イッたばかりの敏感オマ○コを追撃され昇天の嵐… 人生最高のハメまくり中出し性交 （3月5日、こあらVR）
- #兄妹あるある(妹とのエッチ体験) 〜超かわいい自慢の妹との近親相姦（3月6日、CASANOVA）
- 松本いちかプレミアム初登場! GWやることがなくてシコシコ家に居たら発情期の愛猫が擬人化! 大型連休の間、性欲旺盛にゃん娘と交配SEXしまくった!（5月15日、PREMIUM）
- 小悪魔姉妹に射精管理されつづけるビンカン体質なボク。 パンチラ誘惑＆パンツごし手コキ射精! 3日間の強制禁欲＆オナホコキ! そのまま逆3Pで連続中出し!!モザイク少なめでヌキやすさにこだわった美人姉妹ハーレムVR!!（5月27日、MOODYZ）
- 相思相愛の彼女と初めての自宅お泊りデート（5月28日、KMPVR）
- 男女2対2のグループで行く予定が、当日男友達がまさかのドタキャン 女子2人と行くことになったハーレム青春キャンプ旅行 夜、テントの中で逆3P中出ししまくった思い出。（6月5日、本中）
- 真珠チ●ポVR 超塩対応の不感症J●がイカされまくって完全敗北!（6月19日、ワンズファクトリー）
- お兄ちゃんとえっちしたい ～性に目覚めた思春期の妹との禁断の遊び～（6月26日、CASANOVA）
- アメスクVR（7月8日、KMPVR）
- 僕の彼女は大人気AV女優‘松本いちか’家ではスウェットで寝起き悪いしグータラで超甘えん坊で嫉妬深くて性欲も超強い… 喜怒哀楽に翻弄される毎日だけど「世界で一番好き」って見つめられたらハートビートが止まらない激甘同棲生活（7月9日、kawaii*）
- 光沢競泳水着（7月10日、KMPVR）
- 常に腋とベロVR（7月13日、KMPVR）
- 制服美少女と性交 ver.VR（8津21日、ドリームチケット）
- 発育途中の姪っ子いちかとことねと‘禁じられた遊び’に明け暮れたドックンドックン中出し夏休み（8月24日、kawaii*）
- レギンスVR ～むちっとした肉感にパツパツのレギンスがたまらない～（8月26日、KMPVR-彩-）
- 日焼け姪っ子姉妹VR 2（8月31日、TMA）
- 女子校生女体観察VR（9月12日、KMPVR）
- 頭蓋骨が水浸しになる唾乱舞 溺れるまでグチョグチョに垂れ尽くす唾液飲みヘルス（9月25日、KMPVR-bibi-）
- やたらと僕に懐いてくるキス魔な義妹の小悪魔ベロちゅう（10月2日、ワープエンタテインメント）
- 学園祭で脱ぎたてホカホカ パンツ売りの美少女VR!! 「お兄さん… おこづかいたくさんくれたらも～っといいコトしてあげる!!」（10月20日、MOODYZ）
- 目があうと無言でボクのからだを求めてくるスレンダーな姉との二人っきりな休日。（11月10日、CRYSTAL VR）
- 「キミ、カワイイから… 襲っちゃおうかなぁ」 年下好きの姉トモに夜通し弄ばれる童貞喪失お泊り会（11月20日、ワープエンタテインメント）
- 「今日はゴム付けないでいいよね」 妻に内緒で教え子と温泉ナマ不倫（12月1日、RADICAL）
- 新アングル! 地面特化VR ※超覆い被さり視点 激カワだが超生意気でロリビッチな妹をお仕置き種付けプレス!（12月10日、SODクリエイト）
- 姉夫婦が2人水入らずで旅行したいというので姪っ子姉妹を面倒みることになった3日間（12月28日、SODクリエイト）

- 自分を慕う美少女J●に禁断の媚薬調教! キメセクおチンポ漬けで敏感いいなり娘にオクスリ洗脳!（1月22日、P-BOX VR）
- 心臓の隅から隅までドキドキ勃起した三日間 絶対に断れるわけがない危険スキルの騎乗位に何度も没頭しつづけたボク。（1月25日、KMPVR）
- 親には内緒で一人暮らしの兄の部屋に通う妹の中出し近親相姦（1月25日、TMA）
- 大人気AV女優‘松本いちか’と同棲して1年経過…ちょっぴりマンネリ… 勇気を振り絞って性癖を晒して見たら 「嫌いになるはずないじゃん! 世界で一番好きなんだから」 痴女プレイもコスプレも追撃ピストンも許してくれるハートビートが鳴り止まない激甘同棲生活 2（1月28日、kawaii*）
- 喉が潰れるまで喘ぎが止まらない絶叫リピート 大好きな幼馴染を毒々しく犯し続ける濃密キメセク性交（1月29日、KMPVR-bibi-）
- 「私のこと、知ってますか?」。 噂のCM美少女と心臓がチクチクする恋、そして初めての性交。70億分の1、可愛すぎるいちかのスペシャル特典付き!（1月30日、AverVR）
- 天井特化アングルVR! ～天真爛漫な’いちか’といちゃラブSEX～（2月1日、AverVR）
- 汚しまくれ。男の生臭い精子を塗りたくれ!! 女子校生に顔射するVR（2月5日、KMPVR）
- 僕の彼女は美少女レイヤー! 自宅個撮でいちゃラブコスパコ中出しH!（2月10日、Cosmo Planets VR）
- 射精師 ～女の子しか生まれない村に派遣された僕～（2月19日、unfinished VR）
- 究極のベロテクで顔面をしゃぶり尽くす’舐め専門ヘルス’のNo.1嬢と粘膜絡み合う特濃性交!（3月9日、KMPVR）
- 凍えそうな寒い冬に世界でいちばん可愛い彼女のいちかとコタツでドッキドキ同棲性活 ～ともだちにナイショでSEX～（3月18日、KMPVR-bibi-）
- 美少女限定! 舐めフェチ専門風俗ビル! 専門店ならではのピンポイント舐め特化プレイ各種4コース2時間舐められまくり!（4月1日、SODクリエイト）
- 全編天井特化アングル ～人気女優が貴方のオナニーを手伝ってあげる～（4月2日、KMPVR）
- 激甘!! ちっぱいロ○ママ ご奉仕性活VR 小さいころから面倒を見ていたロ○にバブみを感じてオギャりまくる!?（4月5日、SODクリエイト）
- 僕の彼女はちょっとHなロリっ娘姉妹（4月5日、DANDY）
- 8名の美少女から注がれる愛液!! 女子校生からの唾液移しVR（4月9日、KMPVR）
- ミニスカニーハイハイスクールVR!! 絶対領域とパンチラでクラスメイトからモテまくりヤリまくり学園天国!!（4月14日、MOODYZ）
- 地雷系女子VRスペシャル ～メンヘラ女は好きですか?～（4月22日、KMPVR）
- 学校教員になった僕の美少女わいせつ記録（4月22日、TMA）
- 超全身舐め究極ハーレムVR 足の指から顔面まで全身同時舐め回し! 唾垂らしキスまみれ両耳舐めASMRで脳までとろける天国イキ! 最後は天井特化6回転連続SEX!!（4月22日、SODクリエイト）
- ガチイキ乳首開発 乳首×マ○コのW快楽絶頂トリップ（4月23日、KMPVR）
- ライブ後に慰めてたら泣いちゃった… おパンツ丸見え大失態の幼馴染地下アイドルと泣き顔セックス（5月3日、SODクリエイト）
- ツンデレいちかに翻弄される特別な毎日（5月28日、KMPVR-bibi-）
- 町内会長による田舎美少女野外いたずら日記（5月28日、TMA）
- 特別にゴム外して生ハメOKしてくれた彼女との密着イチャラブ性交【中出し】超接近する勃起乳首&ヒクヒク動くアナルと四つん這い尻モミと超・覆いかぶさり正常位と顔面舐められ手コキと美尻突きまくりバックと対面座位と顔めちゃ近い覆いかぶさり騎乗位（5月31日、アリスJAPAN）
- 人見知りだった居候ギャルが、僕が童貞と知ってからまいにち玩具にされています。（5月31日、KMPVR）
- この女は… 絶対に狂ってる。 金玉がズタボロになっても生々しく痴女られる逆拉致FUCK（6月14日、KMPVR-彩-）
- 【鼻と耳で感じるクンクンVR VOL.1】匂いで感じる、密着セックス 松本いちか（6月18日、ちんちんVR）
- エッチなメチャカワ胸キュンアイドル 松本いちかCOMPLETE SPECIAL BEST（6月18日、KMPVR）※単体ベスト
- 出張マッサージを呼んだら超人気のAV女優『松本いちか』がやってきた! 健全施術が気付けば淫語と笑顔で【胸キュン誘惑!】 どエロな本性を曝け出し、【もの凄い痴女責め＆凄テク】で金玉カラッポになるまで絞り取られた【中出し連発】の【淫乱痴女性交】（6月28日、こあらVR）
- 目黒Q店全面協力! 松本いちかのマネージャーになって超リアルハプニングバー体験!（8月13日、ナチュラルハイ）
- 最高の小悪魔痴女VR!! 美術部のOBギャルが文化祭にやって来て緊縛CFNMでヌカれちゃったボク。 「こんなところで裸になって縛られて恥ずかしくないのっ…??」 松本いちか（9月8日、MOODYZ）
- 小悪魔ギャルM性感でいちかに痴女られてみない? 松本いちか（9月14日、痴女ヘブン）
- 【ハイクオリティ全シーン完全ノーカットVR】 大人気AV女優‘松本いちか’と同棲して2年経過… ハートビートが鳴り止まない激甘同棲生活 3  マンネリ乗り越え覚悟を決める子作り温泉旅行編（9月17日、kawaii*）
- 本気イキでパンツビショ濡れぴえん -女子校生全力8人オナニーVR-（9月20日、KMPVR）
- パンチラ×太もも×ニーソ 絶対領域VR 5（10月2日、CRYSTAL VR）
- 競泳水着でガチイキオナニーVR（10月6日、KMPVR）
- 女子校生のご褒美顔騎を天井特化で見るVR（10月10日、KMPVR）
- 天井特化アングルVR 美咲かんな 黒川さりな 松本いちか（10月15日、KMPVR）[注 4]
- -美女に涎を飲ませるVR- あなたの涎をもっと飲ませて（11月5日、KMPVR）
- ゼロ距離陰部!! 窒息脚顔騎（11月10日、KMPVR）
- 彼女が近くにいるのに図書室や保健室で… こっそり小悪魔同級生・いちかに何度も射精させられたボク 隠れて密着大量淫語ささやきとコソコソエッチ視点で没入感MAX! ドキドキ背徳中出しで精子絞り取られまくる!! 松本いちか（11月15日、MOODYZ）
- 【チクシャッ! チクビッ痴VR】チクデリへようこそ! 松本いちか（12月3日、ちんちんVR）
- 女子校生のお尻を愛撫し続ける桃尻イカセVR（12月14日、KMPVR）
- 机の下から女子校生にイタズラするVR（12月16日、KMPVR）

- 女子校生顔騎JOI（1月13日、KMPVR）
- トロけ顔に超接近!! 美女の涎まみれ絶頂観察VR（1月17日、KMPVR）
- 常に僕の弱点をチクビビビーン。ニヤニヤ覗き込んで乳首を支配してくる生意気だけど憎めないギャルお姉ちゃん 松本いちか（2月4日、kawaii*）
- ＜サトリ君＞心の声が頭の中に流れ込んでくる… 女心の本音と建前がリアルでエグくてクセになる脳漿炸裂VR 永瀬ゆい 松本いちか（2月28日、kawaii*）
- これで見おさめ制服コンビ!! 初代天井特化&地面特化女優によるVRラスト共演!! チャプター間のカット無しでヌキやすさにトコトンこだわり! 座り&立ち＆天井特化＆地面特化全4アングル高画質ノーカット!! この2人だからできた… 永瀬ゆい 松本いちか（3月7日、MOODYZ）
- 気持ちイイ時も!! 射精シたい時も!! キスしてやるからゼッタイ喘ぐなよ 生意気すぎるマセガキ2人の遊び場オジサンになってるボク 松本いちか 枢木あおい（3月27日、KMPVR-彩-）
- 【痴女的逆レイプVR】うちらがヤリたい時にヤッてなにが悪いの 田舎の深夜コンビニバイトギャルはお気にの客を喰いまくり 業務よりもセックス優先する愛すべきハッピービッチ 松本いちか 枢木あおい（3月29日、ワンズファクトリー）
- KMP20周年記念! セックスは世界を救う! 究極のピースフルオフパコ開催スペシャル!!～天井特化騎乗位で5回連続ヌイてあげる～ 枢木あおい 稲場るか 松本いちか 宮沢ちはる 皆月ひかる（4月1日、KMPVR）
- THE ONE TAKE VR 永瀬ゆい 松本いちか ホスト×奪い合い×ハーレム（4月10日、kawaii*）
- 松本いちか史上最ハイクオリティVR SもMもパーフェクト! 幼いころレ○プした幼なじみが痴女覚醒で今度はイカされまくり2SEX SPECIAL!!（4月13日、MOODYZ）
- めちゃ猫背になって美少女のフェラ顔を至近距離で見ながら抜かれまくるVR 松本いちか（4月30日、アリスJAPAN）
- 野外美少女わいせつ映像VR（5月30日、TMA）
- 生徒の誘惑に負けた僕は、放課後ラブホで中出しVR 3SEX16射精190分 松本いちか（6月21日、痴女ヘブン）
- KMP20周年記念作品 鬼カワ女子校生5人全員がボクの花嫁!? 夢の一夫多妻ウェディングハーレム結婚STORY 栄川乃亜 佐藤ののか 松本いちか 皆月ひかる 森日向子（6月24日、KMPVR-彩-）
  - 保健室で生徒からの激烈誘惑!? 濃厚キスの嵐で燃え上がる禁断SEX!! 松本いちか × 栄川乃亜（2025年5月1日、KMPVR-彩-）※上記作品から一部を抜粋し、単体リリースしたもの。
  - 「みんな平等に愛してくれる?」これぞ夢の［結婚式］! 最高の教え子たちとヤリまくる新婚ハーレムSEX!! 佐藤ののか 皆月ひかる 松本いちか 栄川乃亜 森日向子（2025年5月31日、KMPVR-彩-）※同じく上記作品から一部を抜粋し、単体リリースしたもの。
- ぐりぐりオナニーVR 射精管理ver（6月27日、KMPVR）
- エッチしてる時もしてない時も常に接吻したがる彼女にベロキスで口を塞がれたまま射精する至高のゼロ距離ピストン性交 松本いちか（6月30日、アリスJAPAN）
- W顔面特化アングルVR 松本いちか 皆月ひかる（7月2日、KMPVR）
- 天井特化アングルVR 美痴女の顔舐めパラダイス（7月13日、KMPVR）
- J●乳首開発VR（7月15日、KMPVR）
- ピッタピタ競泳水着×窒息顔騎VR（7月20日、KMPVR）
- 僕には人権のない放課後 クラスの小悪魔ビッチ2人組の肉バイブに任命されました ち○ぽWいじり & 女潮W直浴び & 連射強要W騎乗位中出しいぢめ体験VR 沙月恵奈 松本いちか（7月25日、本中）
- 女の子のカラダで絶頂したい人へ（8月10日、KMPVR）
- ずっと大好きでファンだった【松本いちか】を完全独占! 超絶美少女と6K超高画質でイチャラブ【口内射精・中出し5発】夢の同棲性活!（8月26日、こあらVR）
- 「赤ちゃん出来ちゃうぅぅぅ…」【お触り禁止! 本番禁止!】【地面特化アリ】 小生意気なS級女子○生を発情させ痙攣絶頂連発! イキまくる全身マ○コになった早漏J○に無許可で中出し連発し完堕ちさせた【ごっくん・顔射・中出し4発 孕ませキメパコJ○リフレ】 松本いちか（9月24日、こあらVR）
- ちっぱいだからってチェンジしたら絶対後悔するよ? 顔面偏差値も抜きテクもチート級 時間いっぱい発射しまくり中出しOK本デリ 双葉くるみ 松本いちか（11月3日、kawaii*）
- 私がイってるところ見てください（11月23日、KMPVR）
- ちょっとメンヘラで生意気な妹はお兄ちゃんが大好き! ロリボディと美尻騎乗位の禁断の近親相姦 松本いちか（12月15日、DEEP'S）

- 令和のスーパーアイドル 松本いちかCOMPLETE SPECIAL BEST II（1月21日、KMPVR）※単体ベスト
- 俺の事が大好きだった従妹がいつの間にかクソ生意気ロリビッチに… でも実は… 素直になれないメスガキにわからせる大人ピストンで初イキプレゼント!! 松本いちか（2月20日、ワンズファクトリー）
- やっぱりオタクに優しいギャルは存在したんだ!! クラスメイトのおしりと騎乗位がスゴすぎて… 松本いちか（2月28日、KMPVR）
- 【開始0秒からエロスタート】 三つ首ケルベロスVR 3連結ロリ痴女に最初から最後まで犯されっぱなし無限射精地獄 松本いちか 百瀬あすか 佐野なつ（3月3日、ワンズファクトリー）
- 夕日を背に軽蔑の眼差しで文句を言いながら嫌々エッチをしてくれる金髪ギャルの幼馴染 松本いちか（3月12日、KMPVR）
- チラリズムVR ～何気ない日常に存在する背徳感～（3月24日、KMPVR）
- オナニーしながら全身リップVR（3月29日、KMPVR）
- 少子化の原因はVRだ! VR撲滅! 生おっぱい生ま●こでザーメン根こそぎ膣中搾取 強制孕ませ執行サイバーポリス  松本いちか 枢木おあい 佐野なつ 伊東める（3月30日、kawaii*）
- 彼女も彼女の親友も超人気店のNO.1ピンサロ嬢!? ピンサロ制服でハーレムフェラ～お店じゃ絶対NGの本サロ5P ＜おうちピンサロVR＞ 松本いちか 枢木おあい 佐野なつ 伊東める（4月16日、kawaii*）
- 終バス逃したハッピーフェスガールズとのハーレム相部屋NTR 気分高揚! 超アゲアゲ! お酒も入って悪ノリSEX! 地元の彼氏より近くのSEXフェスフレンドと中出しパーリー!! 松本いちか 枢木あおい（4月30日、ワンズファクトリー）
- 初3人共演!! 父の再婚相手の連れ子はエロ特化ちっぱい3姉妹 発育途中のちっぱいに夢も股間もパンパン破裂寸前! 松本いちか 枢木あおい 渚みつき（4月30日、ワンズファクトリー）
- サキュバスVR ～新米サキュバスのスロー搾精SEX～ 松本いちか（5月7日、KMPVR）
- 嫌な顔して文句を言いながら丁寧にチンコをしゃぶってくれるVR（5月15日、KMPVR）
- カワイイ顔が30cm前超高画質!! キス我慢た～っぷりできたらいちかがエッチなことしてあげる 松本いちか（5月31日、レゾレボVR）
- 乳首責めフレンズ! 乳首をお留守にしない小悪魔コンビの逆ハーレム3Pで射精させられ続けたボク 松本いちか 白桃はな（6月7日、レゾレボVR）
- 「かわい過ぎてごめんね」 アドリブだらけの超リラックスいちかに幸せが止まらない チアガールのTバック尻に即ズボッVR 松本いちか（7月22日、CRYSTAL VR）
- イタズラ好きでドSな女の子に乳首と金玉いじくり握り悶絶勃起VR 松本いちか（7月28日、ワンズファクトリー）
- VRインスタント・ボックス・ガールズ 「いちか」のおま●こレンタルありがとうございます! 箱のまま召し上がってください! 家でもオフィスでも即配達! 気に入った箱詰娘を呼んで遊んで即挿入可! 松本いちか（8月7日、SODクリエイト）
- 先生のことが好きでスキでしゅきで…どうにかなっちゃいそうです。スキあらば猛しゅきアピールしてくる水泳部の部長ちゃん 松本いちか（8月15日、KMPVR-彩-）
- 私のお気に入りのパンティを見せてあげるから、オナニーしてね♡（8月15日、KMPVR）
- ビジュ最高女子のいちかちゃん カラオケで酔って寝てるサークルのみんなにバレないようにドちゃくそセックスした… ＃ボーイッシュ ＃カラオケSEX 松本いちか（8月24日、SODクリエイト）
- 淫語と射精管理で焦らして抜きまくるピンク髪ギャル風俗VR 長尺110分13射精 松本いちか（9月6日、痴女ヘブン）
- 研究とは逸脱した耳しゃぶり 同学部の後輩に何度も聴覚をまさぐられる麻薬性の高い性交 松本いちか（9月18日、KMPVR-彩-）
- ～二度目の初恋～ 20年前の姿のまま…僕の前に現れたのは初恋相手そっくりの‘娘’だった。 いちかちゃんにお母さんを重ねながらあの頃やり残した念願の初セックスに溺れた最低な僕。 松本いちか（9月19日、kawaii*）
- ボクをダメにするド痴女メイドVR 唾液たっぷりベロキス騎乗位で13射精 松本いちか（9月26日、痴女ヘブン）
- 女ハ男ヲ目デ犯ス ver.制服美少女 松本いちか（11月10日、ワープエンタテインメント）
- キュートでエッチなアイドル松本いちか20時間OVERノーカットBEST（11月13日、KMPVR）※単体ベスト
- 女体観察 松本いちか（11月21日、ダスッ!）
- 小悪魔メスガキが上から目線で射精コントロールして強制発射させてくれる 松本いちか（12月19日、ダスッ!）

- 神尻アナルが目の前に! シワも匂いも分かる程、超接写! ケツ穴くぱぁくぱぁ見せつけ勃起誘惑してくる優良小悪魔メンズエステ 松本いちか（1月16日、ダスッ!）
- 8K ねぇ私と結婚するんじゃなかったの? 俺の結婚式前日、嫉妬に狂ったブラコン妹のじゅるる唾液たっぷり騎乗位で大量10射精してしまった。 松本いちか（3月19日、ダスッ!）
- こあらVRワンコイン GIRLS COLLECTION! あざと可愛い小悪魔的美少女 松本いちか の魅力をぎゅっと収縮!（5月1日、こあらVR）※単体ベスト
- ～アナタの第六感まで～ 半端ない凄テク鬼どぴゅチソポ支配 天国オナサポで爆ヌキ究極1週間シチュエーション 松本いちか（5月21日、ダスッ!）
- 欲求不満の逆夜這いナースにこねこね乳首責めで痴女られちゃった入院中のボクVR 16射精 松本いちか（6月25日、痴女ヘブン）
- ようこそ! 中出し射精サークルへ 男は僕1人だけ!? 本中学園8人の女子に抜かれまくるハーレム中出し夏合宿【8KVR】 七瀬アリス 松本いちか 北野未奈 美園和花 倉本すみれ 響乃うた 弥生みづき 藤森里穂（7月11日、本中）
- 布越し1mmの超焦らし誘惑! No.1痴女メンズエステ嬢の小悪魔擦り付けに負けて何度も射精させられた僕 松本いちか（7月23日、痴女ヘブン）
- 8K 最高のご奉仕アゲマン。べろちゅー密着だいしゅきホールドでずっと励ましてくれる! 運気上々↑↑ 僕専用の応援団メイド15射精VR 松本いちか（9月24日、ダスッ!）
- 夢のピンサロ10回転コース 9人のピンサロ嬢と入れ替わりノンストップ10回転 この中で中出しできる女の子は誰だ!? ピンサロインフルエンサー300回さん監修 花びら10回転実話を再現 松本いちか 優梨まいな 如月ゆの 宮沢ちはる 天野花乃 音羽美鈴 幾田まち 紫月ゆかり 真白みのり（12月8日、本中）

- ヤラせてくれなかったあのピンサロ嬢に本サロ強要! 人気ランカー嬢を出禁覚悟レ×プ 松本いちか（2月19日、本中）
- 顔面特化 不倫スローセックス 8KVR 松本いちか（4月22日、ダスッ!）
- 朝起きたら隣に松本いちか。再会した初恋相手はAV女優になってたけど、変わらぬ笑顔が好きすぎて。数年越しの想いを伝えた僕らは1日中いちゃハメ中出ししまくった。8K VR 松本いちか（5月20日、ダスッ!）
- 先生、私に沼って ず～っと誘惑されっぱなし! ダメな教師に堕ちていくのがわかる理性と脳ミソがぶっ壊されるほど天才的にカワイイ教え子と中出し! 松本いちか（5月26日、本中）
- 席替えVR 男は僕ひとりだけのクラスであの子もこの子も僕の隣の席をねらってる!? 松本いちか 天野花乃 音羽美鈴 白浜美羽 福田もも 真白みのり 水瀬りた 宮名遥 雪見ほのか（6月8日、本中）
- 退院までの5日間いたずら痴女ナースの凄テクに射精我慢できたらナマ中出し 松本いちか（6月20日、本中）
- 幼なじみはAV女優の松本いちか ちょっと小生意気な幼馴染の後輩を僕の家に泊めてあげた5日間の同棲性活 5日間日替わりアングル特化 (顔面特化・地面特化・立ち特化・座り地面特化・天井特化)（6月27日、本中）
- 松本いちかがまさかの僕だけ特別扱い…!? ASMR × 見下し言葉責めで最高のちんシコ射精ざぁ～こ会（7月5日、MOODYZ）
- 同窓会で帰省した幼馴染10人が僕とお見合い大作戦! ～女だらけの田舎村で僕1人を奪い合う超ハーレム中出し大乱交～ 東條なつ 倉本すみれ 虹村ゆみ 香水じゅん 松本いちか 弥生みづき 美園和花 春陽モカ 柏木こなつ 沙月恵奈（7月13日、本中）

### アダルト配信
- いちか (19)（8月22日、Imagine）

- 【初撮り】【童顔美少女】【もう駄目..】幼い見た目のラーメン屋の看板娘。華奢な身体に巨根を突き刺せば.. ネットでAV応募→AV体験撮影 1194 いちか 19歳（2月25日、シロウトTV）
- 百戦錬磨のナンパ師のヤリ部屋で、連れ込みSEX隠し撮り 152 いちか 19歳 フリーター まるで現役女子●生?? 学校指定ジャージで遊びにきた見た目も中身もピッチピチの19歳♪ 発達途中のカラダは敏感で、繰り返される強刺激に腰砕け♪（3月12日、ナンパTV）
- 【ビヤクで××しませんか? ～元気いっぱい新人ADが変態チ○ポケース化!の巻き～】 あどけない幼顔のプリ尻パイパン美少女ADが強烈発情!! 一生見てても見飽きない可愛いお顔としなやかなボディライン!! ぷりんぷりんっ揺れる桃尻は超絶品!! 腰骨が砕けるほど手加減無しの激突きピストンで華奢な身体をめいっぱいクネらせながらイキ狂うビヤク天国!! マツモトさん 23歳 制作会社アシスタントディレクター (AD)（3月13日、SUKEKIYO）
- いちか ＃女子○生 ＃ロリ美少女 ＃パイパン ＃ガチイキ（3月20日、J●調査隊 teamK）
- しん（3月24日、性帝サウザー）
- マジ軟派、初撮。1466  いちか 20歳 大学生 『賞金』というワードに反応してノコノコとホテルまでついてきたノリ良し愛想良しの女子大生! オチ〇チンを前に恥ずかしがるも、なんだかんだでお金の為にSEXまで! 声を我慢しようとしてもつい出ちゃう「気持ちいぃッ…!」が最高にエロかわいい!!（3月29日、ナンパTV）
- いちか（4月4日、おっぱいちゃん）
- 〇〇型女子のトリセツ さやか 20歳 女子大生 妹系最強パイパン & 桃尻のスパンキング好き、B型さやかさん登場。人魚姫コスのプリケツをスパンキーーんグ! ちっぱいを舐め回し、ソファ、鏡、ベッドと場所を気にせず犯し尽くす! パイパンマ●コへ怒涛の中出し二連発 + 顔・口内射精二発! お掃除フェラが止まらないwww（4月5日、SUKEKIYO）
- 可愛すぎるメンヘラメイドのラブラブご奉仕 松本いちか（4月6日、ONETIME）
- いちか（4月17日、港区女子）
- 必見! シコシコハーレム部 02 定食屋 い○かちゃん / アパレル かの○ちゃん H巨乳とAちっぱい乳比べ/乳格差もなんのその、貧乳日本代表い○かちゃん、幸せ溢れるかの○ちゃんのHカップパイオツにむしゃぶりつきます。あわやおじさん抜きで始まりそうな逆3P、果たしてどうなるのでしょうか?（4月22日、ハーレムTV）
- いちか（4月24日、俺の素人）
- いちか（5月15日、意識不明ちゃん）
- いちかさん（5月16日、俺の素人）
- ICHIKA（5月18日、俺の素人）
- いちかちゃん（5月19日、俺の素人）
- 観たいを叶える妄想再現ド☆ラ☆マ 私のカラダあなたの唾液でグチョグチョにして… 松本いちか（5月20日、ONETIME）
- 【配信専用】完全主観!! まじシコ美女のえちえちコスプレ手コキ!! 2（6月11日、ふぇち党）
- いちか  不機嫌女子が中出しを許すまで…  塩対応無職、見事なおじテク堕ち。 「おじさぁん。養ってぇ～ (アへ)」（6月4日、MOON FORCE）
- 義妹と家庭内援交!? お小遣いほしさに義兄に身体を差し出し… 「好きにしていいよ♪」 プリップリの美尻とちっぱいを貪り尽くしたっぷり連続中出し! いちか（6月10日、しろうとまんまん）
- いちか（6月12日、ときわ映像）
- いっちー (20) まじワンあんじゃね? いやワンどころかフォーくらいあるわw（6月25日、MOON FORCE）
- いちか 2（6月26日、ときわ映像）
- 初中出しを捧げるのは… お兄ちゃんとお風呂で洗いっこ! お互いの裸にムラついた兄妹は本能のままに貪り合い、相性抜群の連続中出しSEX! 【尻フェチ集合】 いちか(18)（7月2日、しろうとまんまん）
- MATSUMOTO（7月8日、俺の素人）
- 【配信専用】「変態なんですね…」美少女J●が淫語連発!! 羞恥と快楽でM男責め!!（7月30日、ふぇち党）
- いちか（8月22日、素人ムクムク）
- いちか 2（8月22日、素人ムクムク）
- いちか（8月26日、素人羞恥娘。）
- いちか 2（8月26日、素人羞恥娘。）
- I7ちゃん (SHINKI-007)（9月11日、蜃気楼）
- 美少女すぎる眠り姫!! オコスついでにオ●スことに…!! スレンダーな敏感ちっぱいを舐ってぐしゅぐしゅになるお寝坊マ○コに堪らず生チン挿入で快楽で目覚ましSEX!! 激ピストンで朝からスッキリ!? 近所に住むスレンダー美少女JD まい（10月3日、プレステージプレミアム）
- ラブホドキュメンタリー休憩2時間 84 ちかちゃん 18歳 最強ロリ美少女の本能解放!! 小生意気な態度も納得のアイドル越えの顔面偏差値の彼女の理性を媚薬で破壊!! 強欲なのは物欲だけでなく性欲もマシマシでしたwwフライングオナニーで勝手にマ○コを濡らして生チン懇願系淫乱美少女に!!（10月16日、プレステージプレミアム）
- いちか（10月23日、ボクとカノジョ。）
- ICHIKA（11月20日、俺の素人）
- いちか（11月21日、S-Cute）
- いちか 2（11月28日、S-Cute）
- 【配信専用】絶対主観で美少女から超気持ちイイねっとりレロレロ乳首舐めされつつ、ヌルヌルゴッシゴシ手コキされ精子が枯渇寸前! 8（12月10日、ふぇち党）
- 【配信専用】エチエチすぎる舌技レロレロベロチュー手コキで射精待った無し! 5（12月24日、ふぇち党）

- 【配信専用】全裸カタログ Vol.4（1月28日、MAGIC）
- 1分限定憑依で愛しのあの子を13回連続ノットリ! 女の体ではしゃぎまくって、直後に何も知らない彼女を●●●! 繰り返される入れ替わりに混乱した美人JDを内から外から味わい尽くす! 松本いちか（1月8日、SODクリエイト）
- レンタル彼女 いちかちゃん 18歳 桃尻ツンデレ女子大生 【この尻に生チンぶち込みたい\ 第一位】 法律的に大丈夫か!? 心配になるロリ美少女を彼女としてレンタル! 口説き落として本来禁止のエロ行為までヤリまくった一部始終を完全REC!! 横浜デートを楽しんだ後は、ホテルでいちゃラブ制服SEX!! 幼さの残る美白肌ボディと、ぷりっぷりの生尻に興奮度MAX!! 生ハメSEX大好き娘が身体を紅潮させてイキまくる!!【新品美マンに中出し!! 童顔に大量顔射!!】（1月17日、プレステージプレミアム）
- いちか姉ちゃん（2月11日、ゲリラ）
- マジ軟派、初撮。1596  いちか 20歳 看護学生 まるで小さい子を犯してるような背徳感! 秋葉原で見つけた合法ロリ娘をホテルに連れ込み成功! 華奢な体に秘めた危険なエロさに興奮必死!（2月11日、ナンパTV）
- いちか（2月12日、いきなりシロート）
- いちか（2月16日、目黒のおじさん）
- 募集ちゃん ～求む。一般素人女性～ 【超ロリ可愛い美少女】21歳【えげつないエロさ】いちかちゃん参上! 回転寿司屋さんでバイトする彼女の応募理由は『身も心もトロトロにして下さい♪』回転寿司屋だけに!? 【敏感体質】積極的過ぎる美少女は【凄いフェラテク】【アナル舐め手コキ】とにかく舐め回す! 猟奇的にエロい娘の海老ぞりガチイキSEX絶対に見逃すな!（2月16日、ARA）
- いちか（2月24日、パコッター）
- いちか 2（2月24日、パコッター）
- 【配信専用】最高の搾精美女による手コキ祭 vol.03（2月25日、MAGIC）
- いちかさん 2（2月28日、俺の素人）
- しろうと女子のAV初体験 【つやつや天使リップ】【キスが一番好き】【どエロ美尻!!!】経験数の少ないウブ美少女がバイブとキスハメ、ついでにスパンキングでイキまくるどエロポテンシャルを開花させるまでの物語! おうぼガール ＃010 まいか 19歳 自宅警備（3月2日、HHH）
- しろうとちゃん。#006 【クラスで一番カワいい子】まっちゃん 19歳 ラーメン屋バイト 【全てがレベチ銀河系】【無類のキス好き】【超美尻・超美パイパン】【首絞め・イラマ好き】みんなの青春カムバック! クラスで一番カワいい子ってこういう子! 見て納得ヌイて納得の銀河系! 青春をもう一度味わってみませんか?（3月5日、はめちゃん。）
- いちか（3月10日、ゲリラ）
- いちかちゃん 3（3月27日、 俺の素人）
- いちか（4月5日、俺の素人）
- いちかちゃん（4月15日、夢中企画）
- いちかちゃん（5月13日、ゲリラ）
- 私立パコパコ女子学生 いちかちゃん 22歳 R大学4年 【大学生活をSEXに捧げた女】【サークルの男子・全食いヤリマン】ロリ顔イマドキ卒業生はSEX大好きS級ヤリマン! ムッチムチの極エロ猥尻を揉みしだけばマ●コぐしょ濡れで自ら腰を振りながらチ●コ大懇願! 一度だけじゃ物足りず二回戦までおねだり… スレンダー美身に連続激ピスFUCK!!! 「いっぱい出してっっ」ラストは美顔に大量ぶっかけ! 爆ヌキ必至の濃厚2SEX収録!!（5月27日、プレステージプレミアム）
- 【ギャルしべ長者 56人目 りょうこちゃん】 【経験人数1人! うぶエロ令嬢GAL×圧倒的グッドルッキン×中出し色々5連発】 Woo… ストッッップ! ザッ! シーズンッ! インザギャ～～ルッ!!! 夏色のりょうこちゃんはッ! 超ガッツキ無限∞性欲の高気圧ギャルッ!! 貪欲に性豪の精子をマ●コで絞り取りまくるッ! 気持ち良ければなんでもOKッ! 中出しベイベーッ! 君は1000000%!!!（7月24日、Jackson）
- いっちぃ（8月19日、しろうとヤッホー）
- ちかちゃん（9月13日、新世代女子）
- いちか（10月20日、あいすくりーむ）
- いちか 2（10月22日、おっぱいちゃん）
- いちか 3（11月4日、おっぱいちゃん）
- いちか 2（11月5日、俺の素人-Z-）

- 【なまハメT☆kTok Report.38】 【寝取られ爆ぜろリア充カップル! 自慢の神カワ彼女が他人にNTR即パコ中出し!】 シリーズ初カップル系T★kT●ker参戦! 性欲激強カノジョが早漏カレシに不満爆発! 見せつけイチャラブSEXからのNTR生パコに発展! ビックンビックン敏感スレンダーBODYがうねる! 奥突き激ピスFUCK!! 生で感じる他人棒に壮絶エクスタシ―! 彼氏の目の前で中出しざんまい! IKINARI NETORARE INRAN GIRL いちか 19歳 介護士 (カップル系T★kT●ker)（1月23日、プレステージプレミアム）
- イチカ（2月1日、俺の素人）
- チカ（2月6日、いんすた）
- 今日、会社サボりませんか? 51 in東中野 いちかちゃん 21歳 家系ラーメン屋店員 家系の店員がこんなに可愛くて超エロいなんて… 今回の小悪魔ギャルは超肉食系のち●こ偏愛!! すぐ触る! すぐ舐める! 喉の最深部で締めてくるwww 最後は酔っ払って全身紅潮しながら、イキすぎて痙攣する美マンに無責任中出し!! 固め濃いめ多めの超ドロドロSEX!!! 「おち●ちんだーい好きなの♪」（2月14日、プレステージプレミアム）
- 尾行盗撮痴●睡姦 【閲覧注意】ロリ顔美少女Iちゃん＠新宿【女子●生/制服/ブレザー/ミニスカ/美脚/Aカップ/中出し】#パンチラ盗撮 #電車痴● #自宅侵入 #睡眠姦（3月14日、しろうとまんまん）
- チカちゃん 2（3月24日、いんすた）
- I7ちゃん (SHINKI-085)（4月1日、蜃気楼）
- 小悪魔系NTR 初めて彼女の家に遊びに行ったら積極的でイヤラシイお姉さんと妹に誘惑されて乳首責めされて連続射精特化型逆3Pでイカされ続けた 松本いちか 八乃つばさ（4月15日、J-MODEL）
- 超無敵えんこうせい 松本いちか＠ノースキンズ!（5月25日、ノースキンズ）
- Iちゃん（6月7日、俺の素人）
- 【ガチ恋注意!! なんちゃって美少女J○】【給料明細 #08】月収100万以上?! 超売れっ子ロリ嬢から学ぶ色恋術!! パイパンま○こがめちゃエロいミニマムボディに中出しアリの濃厚2発射!! ちか 20歳 なんちゃってJ○ビジネス（6月17日、SUKEKIYO）
- いちか (18) 性欲強めな小悪魔スレンダーJ●とイチャラブ生ハメックス♪【1限目】制服姿のまま無計画にゴム無しパコパコ中出しSEX【2限目】猫耳コスに着替えてイクまで止めない電マ攻め♪腰振りノンストップ! 本能の赴くまま生ハメ交尾でびゅるびゅるーっと膣内発射♪ 至福のJ●生膣堪能2射精!!（7月28日、しろうとまんまん）
- 【配信専用】ベロチューしっぱなし! 妄想だけじゃ満足できない… J系彼女のイチャラブ手コキ!（8月11日、ふぇちぽいんと）
- Iちゃん（11月3日、ゲリラ）
- トップランカー 松本いちか（11月9日、トップランカー）
- いちか 3（11月19日、S-Cute）
- Iちゃん 3（12月11日、俺の素人-Z-）

- イチカ（2月24日、鉄人2号さん）
- 悪夢ちゃんI009（3月9日、白昼夢）
- イチカ 2 (ore921)（4月22日、俺の素人）
- いちかちゃん（7月28日、少女A）
- 【ビジュ1億点】可愛いが過ぎる生意気ギャルが逆ナンパ!! 禁断の寝取りドキュメント!! 怒涛の言葉責めと超絶テクを持ち合わせた逸材小悪魔!! アナル舐めと生ハメ騎乗位でお堅い既婚者チ◯コから精子を搾り取るっ!! 【NTRリバース】 ちーちゃん 21歳 無職（9月24日、プレステージプレミアム）
- 表情がコロコロ変わる最強に可愛い彼女と、ラブラブ原宿デートの後はイチャイチャぐちょぐちょどエロセックス! 華奢なくびれと孕ませたくなるエロい形の尻…!! 「おち●ちんが中で出したがってるよ♪︎ 中に出そ?」 いっちゃん 20歳 ドッグカフェ店員（9月28日、VLog Diary）
- Iちゃん (gerk542)（10月25日、ゲリラ）
- Iちゃん (simm707)（12月15日、しろうとまんまん）

- いちか（simm762）（1月9日、しろうとまんまん）
- いちかchan（gdrt035）（2月2日、ぎがdeれいん）
- いちか (sika363)（4月27日、白完素人）

- イチカ (ttjk062)（4月4日、鉄人2号さん）
- ガキにもどった松本いちかと中出し AI松本いちか始動（7月1日、未来OKAZUラボ）

### イメージDVD / BD
2020年
- アキバでみつけた透明感120%レイヤー女子出演（5月29日、スパイスビジュアル）※「五木あいみ」名義
- Ichika 乙女沖縄誘惑日記（7月16日、REbecca）[95] ◎

2021年
- Ichika2 きまぐれハネムーン・松本いちか（9月16日、REbecca）◎

2022年
- My Girl 松本いちか（1月21日、ファインピクチャーズ）◎
- Ichika3 Lovely freedom（10月6日、REbecca）◎

2023年
- Ichika4 Little devilにくびったけ（5月18日、REbecca）◎

2024年
- Ichika5 花鳥風月 ～秋の章～（3月7日、REbecca）◎

2025年
- いちかがいない世界なんて考えられない 松本いちか（7月8日、FAIR & WAY）◎

### 写真集
- 小さな果実 松本いちか1st.写真集（2020年8月25日、彩文館出版、撮影：斉木弘吉）※3000部限定愛蔵版[96] ISBN 978-4-7756-0628-5
- Holic 松本いちか写真集（2022年1月28日、竹書房、撮影：鈴木ゴータ） ISBN 978-4-8019-2931-9
- Cosplay Fetish Book 松本いちか（2023年12月8日、ジーオーティー、撮影：田村浩章）ISBN 978-4-8236-0586-4
- TOXIC 松本いちか写真集（2024年6月28日、竹書房、撮影：DIORA）ISBN 978-4-8019-4021-5

### デジタル写真集
- たっっっっっっっぷり、松本いちか。（5月14日、プレステージ出版、撮影：ナカヤマトモアキ）[注 5]
- トリックorセクシーハロウィンキャンペーンキュートでエッチなSpecialPhotoBook（10月1日、FANZA BEAUTY COLLECTION、撮影：羊肉るとん）[注 6]

- ゴールデンウィーク大感謝祭2022 SPECIAL PHOTO BOOK（4月22日、FANZA BEAUTY COLLECTION）[注 7]
- 彼女は、松本いちか。（5月13日、プレステージ出版）
- G PROJECT 10th ANNIVERSARY 大人のおもちゃキャンペーン SPESIAL PHOTO BOOK（9月30日、FANZA BEAUTY COLLECTION）[注 8]
- みんなあつまれ MOODYZキャンペーン2022 Special Photo Book（2022年11月4日、FANZA BEAUTY COLLECTION）[注 9]

- ＃Escape 松本いちか（5月26日、ジーオーティー、撮影：manimanium）
- たっっっっっっっぷり、松本いちか。again Vol.01 未公開SP版（7月14日、プレステージ出版、撮影：ナカヤマトモアキ）[注 10]
- たっっっっっっっぷり、松本いちか。again Vol.02 未公開SP版（7月14日、プレステージ出版、撮影：ナカヤマトモアキ）[注 11]
- 松本いちか 小悪魔なハダカ 週刊ポストデジタル写真集（10月13日、小学館、撮影：富田恭透）[97]

- AV大好きキャンペーン2024フォトブック（1月19日、FANZA BEAUTY COLLECTION）[注 12]
- 好きにしていいよ…… 松本いちかデジタル写真集（12月23日、双葉社、撮影：comeme.）[98]

- 金松季歩 × 松本いちか GW大感謝祭2025 SPECIAL PHOTO BOOK（4月18日、FANZA BEAUTY COLLECTION）※FANZA限定配信。
- 【デジタル限定】松本いちか写真集「恩寵」 週プレ PHOTO BOOK（5月19日、集英社、撮影：東京祐）[99]
- Just Looking 松本いちか（8月15日、フェア出版、撮影：八坂悠司）

### 音楽作品
「fleuЯR」名義
- 好きすぎる / 明日くもりのち（配信版：2025年5月31日[69][70]、CD版：2025年7月23日[73][注 13]）

## 製品

### トレーディングカード
- Girl’s Party Collection ～THE FAN FUN TRUMP～ 第4弾（2023年4月15日、Girl‘s Party Collection）

### カレンダー
- 松本いちか 2022年カレンダー（2021年11月6日、SUNCARAT）
- 卓上 松本いちか 2022年カレンダー（2021年11月6日、SUNCARAT）
- 松本いちか 2023年カレンダー（2022年11月5日、SUNCARAT）
- 卓上 松本いちか 2023年カレンダー（2022年11月5日、SUNCARAT）
- 松本いちか 2024年カレンダー（2023年10月21日、SUNCARAT）
- 卓上 松本いちか 2024年カレンダー（2023年10月21日、SUNCARAT）

### アパレル関連

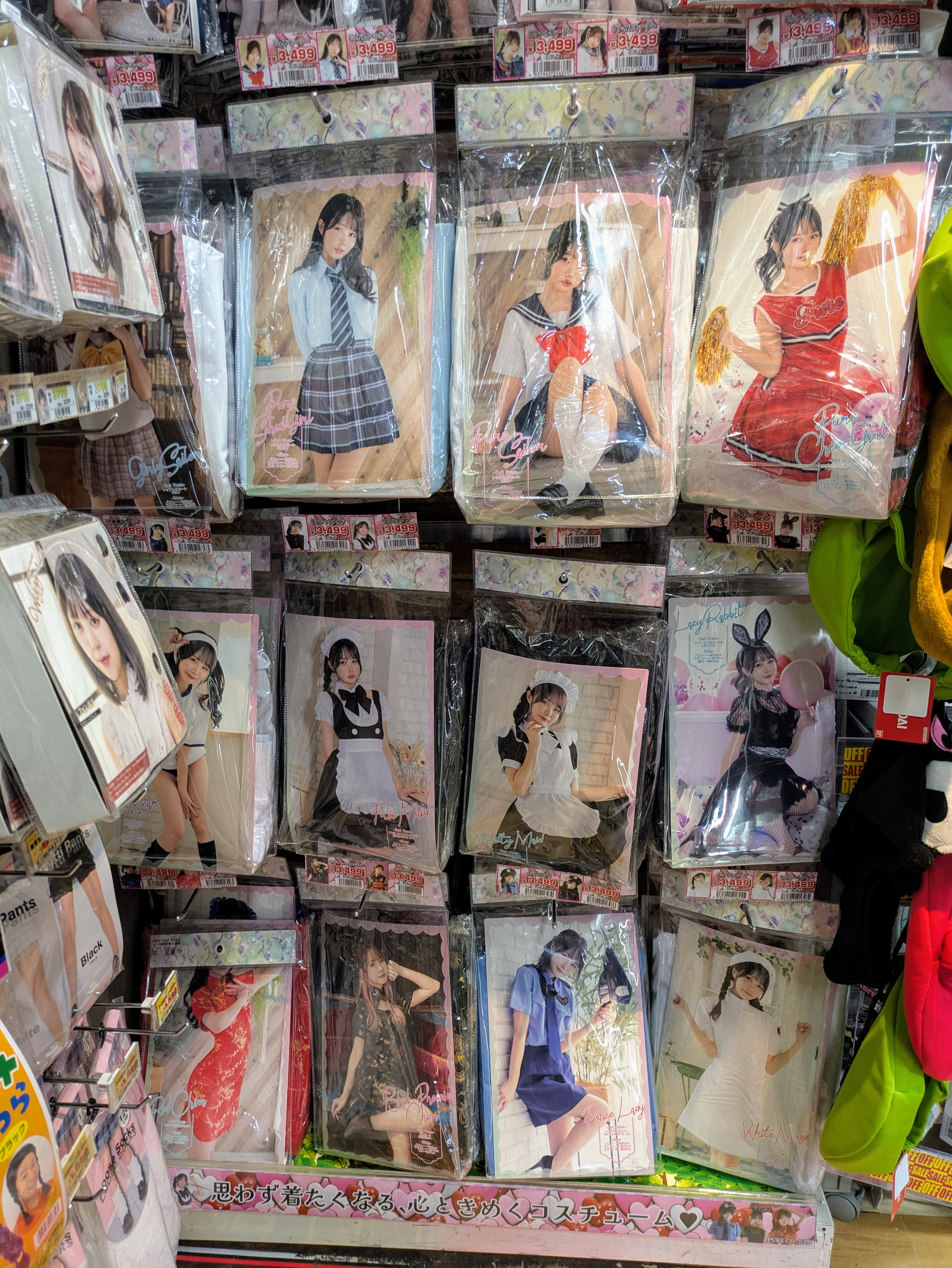
東京都新宿区のコスチューム売り場（正面商品の着用モデルを務めている）

- ピュアコスチュームシリーズ（2023年、ピュア）パッケージモデル
- Ichika Matsumoto Tee by MNKM Lサイズ / XLサイズ（2024年5月、fempass BeV）
- Ichika Matsumoto long sleeve Tee by MNKM Lサイズ / XLサイズ（2024年5月、fempass BeV）

### アダルトグッズ
オナホール
- 鬼フェラホール 松本いちか（2020年9月30日、ケイ・エム・プロデュース）
- 天使爛漫 松本いちか（2020年10月31日、ケイ・エム・プロデュース）[100]
- KMP PREMIUM HOLE プレミアムホールDX 松本いちか（2020年11月30日、ケイ・エム・プロデュース）[101]
- 名器純情 松本いちか（2021年8月3日、日暮里ギフト）
- 鬼フェラホール 松本いちか（2021年9月30日、ケイ・エム・プロデュース）[102]本人コメント - YouTube
- 猫耳にゃんにゃん 2 監禁飼育 松本いちか（2021年12月2日、日暮里ギフト）
- AVミニ名器 松本いちか（2022年12月16日、日暮里ギフト）
- 激フェラ エロカワ淫口 松本いちか（2022年12月21日、日暮里ギフト）
- ミニ極上生腰 松本いちか（2024年12月18日、日暮里ギフト）

ローション
- 純情淫液 松本いちか 80ml（2021年8月3日、日暮里ギフト）
- 猫耳監禁生液 松本いちか 80ml（2021年12月2日、日暮里ギフト）
- 松本いちかのAV名器汁ローション 80ml（2022年12月16日、日暮里ギフト）
- 濃厚擬似精液ローション 松本いちか 150ml（2022年12月21日、日暮里ギフト）

## 出演

### テレビ
- 月ともぐら（2024年11月1日 - 22日・2025年2月21日 - 5月16日・6月20日 - 7月18日、テレビ東京）

### ラジオ
- ねむチキ（2023年10月15日・22日・2024年12月15日・22日・2025年8月3日･10日、TBSラジオ）
- トイズハート放送局（2025年5月17日、ラジオ関西）[103]

### ウェブテレビ
- カチコチTV（2022年5月13日、20日、FANZA TV）
- 東京スキャンダルクラブ（2024年6月19日 - 、FANZA TV）

### ゲーム
- 銀行マンの下剋上～バラ色人生を目指して～（2022年12月6日、AV GAMES、フュージョンプロジェクト）- ピエロ 役[104]
- ハーレムオブトーキョー（DMM GAMES、EXNOA） - 松本いちかアバター[105]
- 社長と美女たちの二重奏（2024年3月6日[106]、CREAM SOFT）- 牧野蝶々 役[107]

### イベント
- ケイ・エム・プロデュース設立20周年記念イベント「真心こめて… ふれあいの大感謝デー」（2023年3月10日、東京・代々木LODGE）[108]

### 雑誌
- 月刊FANZA 2019年11月号（ジーオーティー） - インタビュー
- 月刊ソフト・オン・デマンド 2019年11月号 vol.2（SOD publishing） - インタビュー
- 実話BUNKAタブー 2020年11月号（コアマガジン）袋とじ「小さな果実を全部見せた黒髪ロリ少女・松本いちか 全裸ヌード」